# 火影忍者
《火影忍者》，通常簡稱為/火影/，為日本漫畫家岸本齊史創作的少年漫畫，講述忍者世界裡圍繞著身為對手的漩渦鳴人和宇智波佐助另兩人，與其他角色的故事經歷。
漫畫自1999年開始在日本集英社旗下的少年漫畫雜誌《週刊少年Jump》上連載。2002年，由日本動畫工作室Studio Pierrot根據漫畫原作所改編製作的電視動畫版《火影忍者》開始在日本東京電視台播出。2004年，漫畫進而改編成電影。2006年，漩渦鳴人入選美國《新聞週刊》日文版於10月18日發行的特集中選出的「全世界最受尊敬的100位日本人」。
2010年集英社宣布系列漫畫的累計發行量已突破一億冊。《火影忍者》在三十多個國家及地區被翻譯並出版發行，截至2014年8月，系列漫畫在全球的累計發行量已突破2億本。連載達15年的《火影忍者》於2014年11月10日在《週刊少年Jump》第50期以700話完結。

## 作品簡介
忍者使用超出常人的能力「忍術」、「體術」、「幻術」、「仙術」、「瞳術」進行華麗戰鬥的對戰動作漫畫。木叶所在之处，火之意志生生不息。青春。

### 作品發展

#### 本作連載
致敬亞洲各地的民間傳說、宗教神話所組成的世界觀之中，描寫主角與夥伴的友情、背叛與復仇、師生與家族的羈絆為中心，在包含忍者世界的起源・歴史等多種層面的故事中展開劇情。
從中期開始，主角漩渦鳴人希望不是以戰鬥而是以互相「理解」與「寬恕」互相帶來和平，包含著「不像少年漫畫」的要素。在讀者支持度很高的「培因來襲篇」中，「鳴人與殺死自來也的敵人進行對話並且和解」的描寫讓作者本人後來回憶：「從某種意義上說是禁忌（苦笑）。這不是普通的少年漫畫所能做到的」。

除了在日本，「忍者」在海外地區也擁有極高的人氣，因此被認為是2000年之後繼承《七龍珠》地位的代表作品。動畫在80國以上播出，授權商品在在90國以上販售。2006年，主角漩渦鳴人成為唯一一位入選美國《新聞週刊》日文版於10月18日發行的特集中選出的「全世界最受尊敬的100位日本人」的動漫角色。2009年，在美國雅虎檢索詞排名中為第6名。不僅電視動畫版有著高收視率的記錄。在中國的動畫網站上的每週觀看次數也達到2000萬次。
單行本在日本累計發行卷數於2019年5月突破1億5300萬卷。2019年在46個以上的國家與地區發售，累計發行卷數也已經達到9700萬卷的紀錄。德國300萬卷、泰國540萬卷、中國750萬卷、美國1200萬卷、法國1700萬卷的銷售記録。、2019年5月，系列累計發行卷數在全世界已經突破2億5000萬卷。
初版最高發行卷數為第27、第31卷的162萬卷。第37卷的首週銷售卷數以87.4萬卷得到第一名。2010年4月30日，發售的單行本在第51卷時在日本累計發行卷數突破1億卷，是集英社第五部在日本達成1億卷紀錄的漫畫。
電子遊戲《終極系列》在全世界累計出貨達到2000萬張的記錄。《終極系列》中的《終極風暴系列》在全世界累計出貨達到1000萬張的記錄。
2014年10月6日，集英社發表在2014年11月10日發售的《週刊少年Jump》2014年50號結束本作連載的消息，預定於《週刊少年Jump》2014年50號刊載第699話與第700話作為本作結局。

#### 完結後的展開
本篇最終話於《週刊少年Jump》2014年50號刊載。2015年春天，新篇預定短期集中連載，也發表小說化的消息。之後新篇《火影忍者外傳～第七代火影與緋色的花月～》於《週刊少年Jump》2015年22・23合併號至32號短期集中連載。
本篇完結後，電視動畫版繼續播放到2017年3月為止。開發各種跨媒體製作作品・活動的「火影忍者新時代開幕計畫」展開中。
2014年12月，描寫第699到第700話之間的動畫電影《火影忍者劇場版：最終章》上映。
2016年12月17日，於「Jump Festa 2017」的「NARUTO×BORUTO」的舞台活動上宣布製作好萊塢真人電影的消息。
2017年11月，宣布新作歌舞伎《火影忍者》上演的消息。2018年8月於東京的新橋演舞場上演。
2019年5月31日，預定漫畫連載20周年紀念《[NARUTO to BORUTO THE LIVE 2019》的舞台活動，將集結動畫的聲優、演唱動畫主題歌的藝人、舞台版的演員、遊戲直播主。同年10月6日・10月7日於幕張展覽館舉辦。

#### 續作連載
2015年8月，描寫最終話之後的故事的動畫電影《火影忍者劇場版：慕留人》上映。
在《週刊少年Jump》2016年23號，以原作・監修：岸本齊史、作畫：池本幹雄、劇本：小太刀右京為組合的《慕留人-火影忍者新世代-》以每月一話的形式連載。故事的早期階段與之前的動畫電影為同樣的内容。
2016年12月17日，在「Jump Festa 2017」的「NARUTO×BORUTO」的舞台活動上發表了電視動畫化的消息。接替在2017年3月完結的電視動畫《火影忍者疾風傳》，4月開始於東京電視網播放中。

### 創作構想

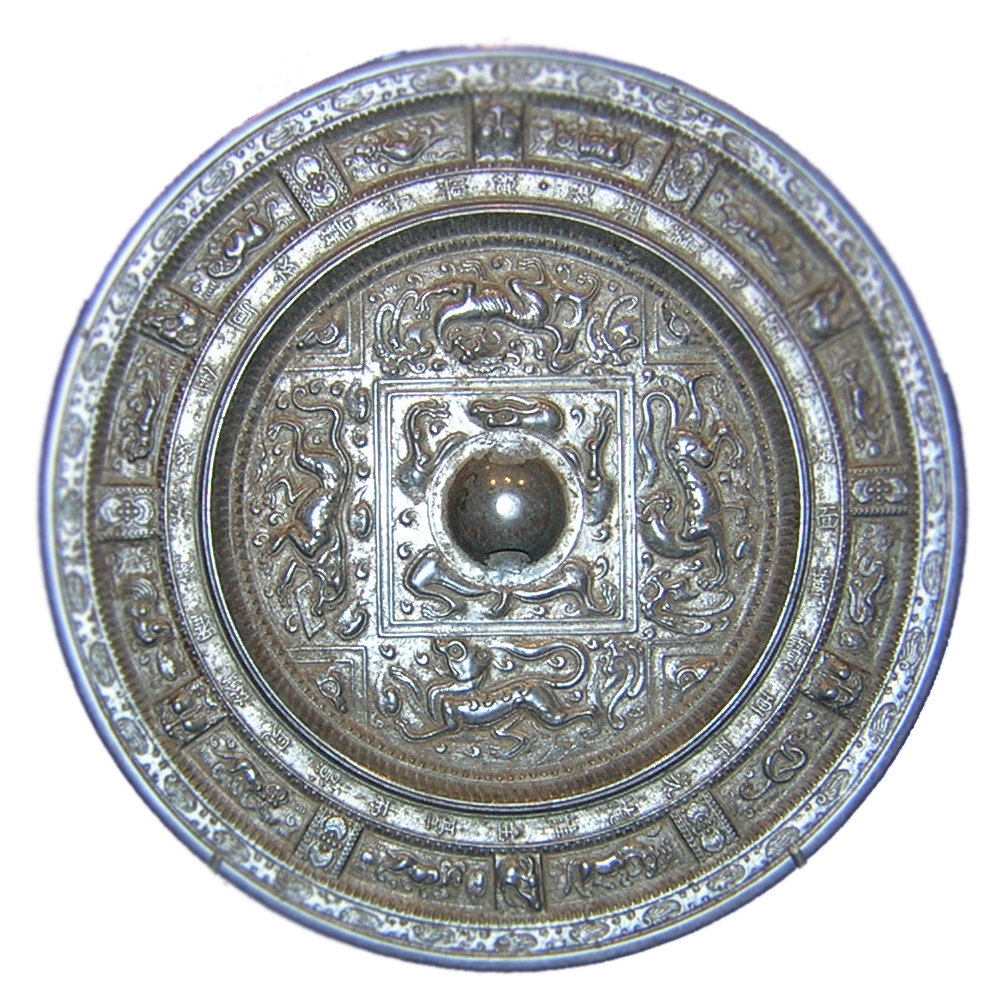
在中國，占星術基於一年一動物，十二年為一週期，也與五行（木、水、火、金、土）有密切關係。岸本決定在《火影忍者》中引入該傳統的一部分，因為其在日本歷史有巨大影響力。

1997年8月，岸本齊史在《赤丸Jump》上刊載一部名為《NARUTO》的短篇漫畫。 儘管刊載之後吸引眾多讀者，岸本透露將創作名為《機器人》的新作漫畫，並參加Hop☆Step賞；但由於對於該作的成果不滿意，岸本決定把重點放在《火影忍者》上。一名主持人詢問岸本有沒有想對英語讀者說什麼話時，他回答：
有時連我都覺得《火影忍者》太日本了，什麼都和查克拉與封印有關；但一旦你開始讀就會發現很有趣。
最初，岸本認為原情節會變成另一部相似類型的少年漫畫；為做區分，他決定創造盡可能真實的角色。將角色分成不同的團隊，讓他能將特定團隊與特定個性聯繫起來；為此，他先想像每個人物的特色，再將不同人物的特色融合為團隊特色。最終，部分角色擁有豐富飽滿的個性，其他角色則擁有超過他人的單一優勢。至於反派，岸本覺得他們的道德價值觀與主角必定形成某種對立，他認為這些是塑造角色的基礎；密切關注價值觀的同時，亦提及他並沒真正考慮過他們的戰鬥該如何進行。
岸本補充，因為《火影忍者》發生在一個“虛構的日本世界”，他必須“通過一種系統模型來製定一些規則，以便故事能輕鬆進行。”此外，他還引進中國占星術，因為它在日本有深遠的影響；忍術結印就是受此影響。設計漫畫時，他主要集中在作為該系列重要設定的木葉忍者村上。岸本透露風景設計靈感來自他在岡山縣的家。在還沒確定情節的時期，岸本加入幾個現代元素，像是便利商店，並排除如槍支和車輛等物體。作為參考，岸本提到他對日本文化的研究是他所有作品的基礎。技術方面，岸本說《火影忍者》永遠不會出現彈射裝置，雖然可能加入汽車、飛機和慢速（8位元）電腦。最後他表示系列最後一章有了視覺構想，包括文字和故事；不過，他說明《火影忍者》尚需很多時間完成，“因為劇情中有很多事需要解決”。
關於第一部《火影忍者》的主題，岸本透露是關於如何接受他人；岸本補充，由於第一部情節缺乏浪漫元素，在第二部將有更多著墨，儘管他認為很難依賴這種類型的情節。

### 結論
當連載開始時，岸本就決定在結局描寫鳴人與佐助這兩個角色之間的恩怨。岸本認為「培因來襲篇」是相當重要的一個篇章。該篇章為《火影忍者》的結局奠定基礎。鳴人與敵方角色長門戰鬥，鳴人在直到親身體驗失去重要的人之前無法在戰鬥中回答解決仇恨的方法。因此，長門和失去師父自來也的鳴人一樣失去重要的人，卻無法像鳴人那樣原諒對方。這段劇情是鳴人的發展點，因為他從未經歷過戰爭而無法真正回答長門的問題。岸本從那時候就已經決定描寫第四次忍界大戰，這樣鳴人才能體驗到這一點，並且在戰爭結束後進入結局。
故事以鳴人與佐助的和解為結束。岸本從漫畫連載早期就決定日向雛田作為鳴人的伴侶，因為雛田在故事開始之前就認同鳴人，並且岸本認為這代表著他們兩位角色可以建立戀愛關係。這個決定讓他的妻子感到不滿意，她希望鳴人與春野櫻在一起 ，但是岸本認為小櫻是鳴人的朋友以及同一個小隊的夥伴，而不是未來的妻子。當雛田第一次在故事中登場時，岸本想在這三名角色之間描寫一個三角關係，但是由於他認為戰鬥是本作的主要重點，因此並不是太注重戀愛劇情的描寫。到2009年8月，岸本已經計劃本作的後續篇章以及結局，並說明需要一點時間來完成本作。這引起讀者的擔憂，他們擔心漫畫將在鳴人與長門的戰鬥之後地不久就會結束。但是，岸本之後澄清，漫畫之後還會繼續連載。

## 世界觀

《火影忍者》世界地圖

本作的舞台是一個基於近代日本與現代文化融合的虛構世界。儘管科學技術有一定程度的發展，但是人們建立了較為古老的社會結構，並形成了獨特的世界觀。

### 文明描寫
衣服主要以近代看到的和服為中心，有西裝、球衣、連褲襪、旗袍、洋服各種類的服裝。包含木葉忍者村在內的各國忍者穿著特殊部隊風格的背心，其中還有許多人都穿著涼鞋。食物方面基本上是日本料理，建築具有東方風格，在公共建築可以看到使用混凝土與金屬網。消防方面使用水遁來救火，由於忍術代替了機器的角色，使得機器文明的發展程度不高，所以沒有汽車、鐵路、飛機之類的交通工具（蒸氣船除外），但是會出現像是蒸汽裝置、攝影機、電子公告板之類的電子設備。貨幣單位為「兩」。

### 本作關於忍者的概念
在本作中可以藉由修練來學習一種被稱為忍術的超能力。忍者的設定與忍術的配置是戰鬥漫畫的基礎，在本作中比較接近日本戰國時代的傭兵，以易於理解的方式改變「忍者」的神秘性的世界觀賦予了作品的吸引力。此外，關於忍者的服裝方面，較少出現像其他的忍者作品一樣穿著忍者服裝（黑色服裝、頭巾等）的忍者登場；關於武器方面，其他忍者作品出現的吹箭與熱兵器則不會出現。本作連載結束後，作者本來在《火影忍者劇場版：最終章》的上映紀念見面會中說出「《火影忍者》與正常的忍者漫畫不同的是穿著橙色衣服說出『我是鳴人！』來稱呼自己。）有一種歌舞伎的感覺。因此，這裡的『忍者』一詞不代表著『暗殺或為了君主而奉獻生命』。我描寫成『一個堅持不懈並持之以恆的人』，雖然這看起來可能不像少年漫畫。」的評語。

## 故事劇情
這是體內封印著九尾妖狐的吊車尾忍者──漩渦鳴人以成為村子第一的忍者「火影」為目標，與夥伴們一起克服各種試煉並且成長的故事。

### 第一部
- 漫畫：第1卷第1話－第27卷第238話／動畫：第1集－第220集

12年前，忍者五大國之一的火之國的木葉忍者村遭遇了擁有強大力量的尾獸「九尾妖狐」的襲擊，當時的首領也就是第四代火影犧牲自己的生命將九尾封印到剛出生不久的嬰兒漩渦鳴人身上。歲月流逝，村子在復職的「第三代火影」猿飛蒜山的治理下恢復了和平。

#### 波之國篇
- 漫畫：第1卷第1話－第5卷第44話／動畫：第1集－第26集

希望成為忍者，學業成績卻是吊車尾的忍者學校的學生漩渦鳴人是一個每天都在惡作劇的超級問題少年。連續3次都沒有通過畢業考試，在水木企圖奪取第一代火影的封印卷軸的事件中獲得自己的老師海野伊魯卡的認同，得到作為畢業證明的護額之後成為下忍。成為下忍的鳴人與宇智波佐助、春野櫻一起被分配到上忍旗木卡卡西的第七班。在奪取卡卡西身上的鈴鐺的生存演習中知道到自己的不成熟，同時也知道了夥伴的重要性，被從未給予學生合格的卡卡西認可為正式的下忍。
之後，在波之國執行護衛達茲納的任務中與霧忍者村的逃亡忍者桃地再不斬與使用冰遁忍術的少年白戰鬥。儘管是一場苦戰，但是身為一名忍者的鳴人，依然在實戰中獲得了極大的成長。在這場戰鬥中，佐助讓宇智波一族的血繼限界「寫輪眼」開眼，而鳴人則第一次展現了封印在自己體內的九尾的強大力量的一小部份。

#### 中忍考試篇
- 漫畫：第5卷第45話－第10卷第90話／動畫：第27集－第52集

成為下忍之後完成各種任務的第七班在卡卡西的推薦下參加了中忍考試。包括木葉的同期下忍在內，各個村子前來參加考試的下忍們都聚集在木葉忍者村。
靠著毅力突破作為難關的第一場考試的筆試的鳴人等人在第二場考試要在死亡森林生存下去。但是在途中突然遭到「傳說的三忍」之一的襲擊，並且在佐助的身上刻上了神秘的咒印。主考官紅豆前來追擊大蛇丸，但是大蛇丸以壓倒性的力量逃脫了。
之後，第二場考試結束。 由於合格者的人數超乎預期，於是加碼舉行以個人戰為形式的第三場考試預選。小櫻因為打成平手而遭到淘汰，鳴人與佐助成功打倒對手而勝出，晉級到一個月後舉行作為正式選拔的第三場考試。

#### 毀滅木葉行動篇
- 漫畫：第11卷第91話－第16卷第140話／動畫：第53集－第80集

中忍考試第三場考試預選的一個月後，各國的忍者首領以及觀眾都在觀看之下，中忍考試正式選拔開始舉行。鳴人與作為強敵擁有「白眼」的柔拳使用者日向寧次陷入苦戰，但還是靠著解放九尾的力量而獲得勝利。完成與卡卡西的修行的佐助颯爽地趕到會場，與砂忍者村的我愛羅對戰。
學會卡卡西傳授的「千鳥」的佐助在與我愛羅的對戰中佔了上風。這時候突然有某人對在會場的所有人施展了幻術，大蛇丸與砂忍者村利用中忍考試進行「毀滅木葉行動」，趁機對木葉忍者村發動戰爭。第三代火影本來想封印大蛇丸卻只差了一步，耗盡全部的力氣將大蛇丸的雙手連同他所能使用的術封印後去世。木葉的忍者們也拚死地戰鬥，將敵人擊退。最後鳴人與同為祭品之力的我愛羅展開激戰，鳴人以九尾的查克拉與新學會的通靈之術將我愛羅打倒。
之後發現屍體嚴重損毀的真正的第四代風影以及隨從，讓大蛇丸利用砂忍者村來發動戰爭的事實曝光。結果這場戰爭以五影的2人死亡以及多人傷亡，雙方的村子遭到嚴重打擊而結束。

#### 綱手搜索篇
- 漫畫：第16卷第141話－第19卷第171話／動畫：第81集－第106集

幾年前消滅宇智波一族的木葉忍者村的逃亡忍者宇智波鼬與霧忍者村的干柿鬼鮫這2人突然出現在村子。 他們是大蛇丸曾經所隸屬的「曉」的組織成員，目標是寄宿著九尾的鳴人。查覺到他們入侵的猿飛阿斯瑪、夕日紅、旗木卡卡西前來應戰，卡卡西因為被鼬以萬華鏡寫輪眼發動的「月讀」導致精神受到重創而不支倒地。得知此事的佐助為了找他的哥哥鼬復仇而前去追擊。
當時「傳說的三忍」之一的自來也受到了高層人員要求繼任火影，但是在拒絕之後並推薦同為三忍也是第一代火影的孫女的綱手，讓鳴人也能修練的同時一起踏上尋找綱手的旅途。途中受到目標是鳴人的鼬與鬼鮫的襲擊，自來也反擊之後鼬與鬼鮫撤退離開，而獨自挑戰鼬的佐助則是反而被打成重傷，被趕來的阿凱帶回去木葉忍者村，鳴人與自來也繼續尋找綱手。
與自來也一同離開村子後旅行的鳴人在修行時一路接受他的指導與鼓勵。同時被第三代火影奪走雙手導致術被封印的大蛇丸因為劇痛而痛苦，為了請身為醫療忍術的專家的綱手治療自己的雙手，與部下藥師兜前去與綱手交涉。綱手面對治好手腕就會再次襲擊木葉忍者村的大蛇丸則到感到憤怒而拒絕交涉，卻因為大蛇丸提出「復活最愛的2人」的條件感到動搖。
之後，鳴人與自來也隨即找到了綱手。綱手與和她已經去世的弟弟的身影重疊的鳴人下了「如果能學會螺旋丸，就贈予第一代火影的首飾」的賭注。鳴人為了能學會螺旋丸而開始燃起鬥志。後來，綱手徹底拒絕了大蛇丸的要求而與大蛇丸以及兜展開戰鬥。自來也趕到之後加入了戰局，「傳說的三忍」召喚3隻巨大的通靈動物而展開壯烈的三足鼎立之戰， 經過一場苦戰，綱手的全力一擊擊退了大蛇丸。在這場戰鬥中，鳴人終於學會了螺旋丸並成功重創了兜，綱手也因此將第一代火影的首飾送給了鳴人並認同了他。

#### 佐助奪還篇
- 漫畫：第20卷第172話－第27卷第238話／動畫：第107集－第135集

在擊退大蛇丸之後，回到木葉忍者村之後的綱手就任第五代火影，村子開始恢復平穩的狀態。然而被大蛇丸刻上咒印的佐助開始為自己的宿命感到苦惱；同時間，佐助與大蛇丸的部下音之四人眾接觸，佐助為了得到足以打倒鼬的力量因而接受大蛇丸的勸誘而離開木葉忍者村。鳴人、鹿丸、丁次、牙、寧次這5人為了奪回佐助而與音之四人眾多由也、左近、鬼童丸、次郎坊以及前來支援的君麻呂交戰，也得到前來支援的小李與身為同盟的我愛羅等砂之忍者的援助，在全員負傷的情況下打倒所有敵人。但是鳴人卻在與佐助一戰中敗北，佐助前往大蛇丸的所在之處，奪回佐助的任務因此失敗。
之後，鳴人為了在3年後找回佐助以及面對「曉」的威脅，而在成為自來也的弟子後離開木葉忍者村而出發進行修行之旅。

### 卡卡西外傳～戰場上的少年時代～
- 漫畫：第27卷第239話－第27卷第244話／動畫：第339集－第340集

時代為在第一部十幾年前的第三次忍界大戰。描寫少年時代的旗木卡卡西獲得寫輪眼的故事。晉升上忍的卡卡西、宇智波一族的中忍帶人、同隊的中忍以及醫療忍者的、小隊長官的波風水門（後來的第四代火影）這四個人一起執行任務。卡卡西與帶土這兩個人水火不容，總是衝突不斷。水門為此一直教育他們，小凜則是作為這兩個人的和事佬。
為了執行任務而與湊分開行動的卡卡西一行人遭到敵人的奇襲，而小凜被敵人擄走而被作為人質。優先執行任務的卡卡西與優先考慮夥伴性命的帶土，這兩人因為身為忍者的理念不同而彼此對立著。帶土為了救出小凜獨自進入敵人的據點卻遭到攻擊，被趕來的卡卡西救了下來。帶人在這場戰鬥中覺醒了寫輪眼，而卡卡西失去了左眼。儘管成功營救小凜，但是帶人為了保護了卡卡西而被崩塌的岩石壓住。意識到自己即將不久於人世的帶土將自己的寫輪眼作為晉升上忍的祝賀禮物送給了卡卡西，並將小凜託付給他。

### 第二部
- 漫畫：第28卷第245話－第72卷第700話／動畫：第221集－第720集

在終結山谷的激戰過了二年半之後，鳴人結束與自來也的修行之旅回到了木葉忍者村，與成為醫療忍者的小櫻以及感覺和以前一樣的卡卡西組成小隊，並再次接受搶奪鈴鐺的生存演習，已經成長的鳴人與小櫻成功通過演習。而就在鳴人與夥伴們重逢之時，「曉」的魔掌開始伸向已經成為風影的我愛羅。

#### 風影奪還篇
- 漫畫：第28卷第245話－第31卷第281話／動畫：第221集－第252集

第一部結束的兩年後，曉開始行動以獲得尾獸。曉的成員迪達拉打敗並擄走已成為砂忍者村風影的我愛羅。
追擊的勘九郎中了被迪達拉的夥伴蝎的毒而失去知覺。隨後，收到砂忍者村的緊急求援，鳴人所在的卡卡西班前往砂忍者村。途中遇到正返回砂忍者村的手鞠。此時，阿凱班和卡卡西班被分到同一任務中。抵達砂忍者村後，卡卡西班的小櫻治好中毒的勘九郎，並與身為砂忍者村顧問的蝎的祖母千代一同前往曉的藏身處。
阿凱班帶著卡卡西的忍犬鎖定曉在川之國的藏身處。一行人打破陷阱並進入曉的藏身洞穴後，眼前卻只有已與尾獸分開而死去的我愛羅，以及曉的成員蝎和迪達拉。
卡卡西和憤怒鳴人追逐迪達拉以奪回我愛羅，小櫻及千代則與蝎對峙。經過砂忍者村史上最強傀儡師之二的祖孫間致命的戰鬥，小櫻及千代擊敗了蝎，並前往與鳴人等人會合。
另一邊，在卡卡西的萬花筒寫輪眼幫助下，鳴人與卡卡西成功奪回我愛羅的遺體。本就為我愛羅之死感到憤怒的鳴人，聽到千代站在砂忍者村立場發表種種不重視祭品之力的意見後，便遷怒於千代，因為這與體內封印尾獸並注定作為祭品之力活下去的自己是一樣的。千代在遇到鳴人後，重新認識自己的想法，決定以自身性命為代價施展禁術來復活我愛羅。醒來的我愛羅周圍，圍繞著前來營救村長、尊敬和崇拜他的砂忍們。

#### 佐助再會篇
- 漫畫：第32卷第282話－第34卷第310話／動畫：第253集－第273集

成功奪回我愛羅的第七班歸來。然而，卡卡西卻因萬花筒寫輪眼消耗過多查克拉而被迫住院，於是暗部的大和被任命為第七班代理隊長。另外，來自根的佐井也被派來加入第七班以填補佐助的空缺。小櫻從蝎那裡得到消息，說幾天後他將與派去大蛇丸那臥底的間諜會面，第七班便接到任務前往會面地點。然而，任務過程中鳴人和佐井總是起衝突。一行人抵達目的地後，大和假扮為蝎的樣子前往會面。間諜的真實身分是大蛇丸的心腹藥師兜。然而，大蛇丸突然現身及蠍的偽裝被識破，讓大和陷入困境，鳴人為幫助大和上前挑戰大蛇丸。此時，大蛇丸說了提起佐助激怒了鳴人，讓九尾之力覺醒。與此同時，祭開始執行根交給他的任務。大和在壓制九尾之力的同時，向小櫻說明自己的身世：大和是大蛇丸融合初代火影基因的實驗體，為木葉忍者村唯一掌握木遁並能壓制九尾之力的人。
之後第七班潛入大蛇丸的藏身處。佐井是團藏的部下，在團藏指使下與大蛇丸勾結，提出聯手摧毀現在由綱手統領的木葉忍者村。然而，佐井的真正目的，是刺殺身為大蛇丸下一個轉生容器的佐助。然而，看著鳴人和小櫻努力守護與佐助的羈絆，讓佐井想起他與曾經珍視的哥哥段之間的羈絆，決定轉而幫助鳴人奪回佐助。佐井比鳴人先遇見佐助，並提起鳴人和小櫻。當鳴人一行抵達時，兩年半來鳴人第一次與佐助重逢。然而，此一時彼一時，佐助是認真想殺了鳴人等人。當鳴人、佐井和大和相繼被佐助打敗，九尾慫恿鳴人使用它的力量；此時佐助出現在鳴人與九尾的精神世界中，用寫輪眼壓制住九尾，並知曉鳴人「真正的力量」。當佐助想施展絕招一舉殲滅所有人時，大蛇丸阻止了他。昔日的好友佐助再次從鳴人等人面前消失。
朋友的轉變和與意識到力量差距的鳴人，決定再次開始修煉，並請卡卡西指導。

#### 飛段・角都篇
- 漫畫：第35卷第311話－第38卷第342話／動畫：第292集－第309集

鳴人一行人回到木葉忍者村，為了能在短時間追上佐助的腳步，鳴人在卡卡西的指導下，進行風的「性質變化」的修行，最終目標是結合螺旋丸與風的性質變化，進而創造全新的忍術。就在鳴人修行的同時，「曉」的成員飛段與角都出現在雲忍者村，打倒了二尾的祭品之力・二尾柚木斗並將其捕獲。之後，為了完成組織給予的任務目標，入侵火之國並襲擊著名的忍寺・火之寺，殺死了守護忍十二士之一的地陸。在其他國家，地達羅與新的成員鳶組成小隊，成功捕獲三尾。
當「曉」正逐步實現其目的之時，得知飛段與角都入侵火之國的第五代火影下令由精銳們組成新的20個小隊前去執行逮捕任務。但是，猿飛阿斯瑪在戰鬥中被飛段的忍術打成重傷，最後不幸殉職。
為了討伐殺死老師的敵人，前第十班的成員與代替阿斯瑪的卡卡西一同前往。卡卡西、井野、丁次三人與角都陷入苦戰許久，最終透過鹿丸精密的計謀，利用了飛段的忍術反殺角都。而鹿丸儘管面對實力強大的飛段，還是賭上性命成功靠著戰術打倒了飛段。在與角都的戰鬥，暫時由大和領導的第七班也加入戰局，鳴人使出透過在修行時學到將螺旋丸與風的性質變化結合的風遁・螺旋手裏劍打倒了角都。最後，卡卡西以雷切結束了早已無法動彈的角都的性命。

#### 自來也VS佩恩・佐助VS鼬篇
- 漫畫：第38卷第343話－第43卷第402話／動畫：第333集－第338集；第341集－第363集

與飛段以及角都之間的戰鬥結束之時，佐助在大蛇丸的底下進行修行。不久之後，佐助確信自己的實力已經超越大蛇丸，而襲擊了他。打倒大蛇丸並且得到他的力量的佐助將被囚禁的水月放了出來，並一起邀請香燐、重吾成為他的夥伴，四人組成了名為「蛇」的小隊。
木葉忍者村與「蛇」都開始捜索宇智波鼬的下落。大和的小隊在途中與兜相遇，兜給了木葉忍者一本記載了「曉」的組織名冊之後就逃走。與水月、香燐、重吾分別行動時，佐助遭到地達羅與鳶的襲擊，最後佐助躲過地達羅的自爆攻擊而成功生存。「蛇」擺脫木葉忍者的追蹤，佐助在遇到鼬的分身之後前往他的根據地，水月、香燐、重吾則是被干柿鬼鮫留了下來等待結果。
同一時間，自來也得到「曉」的首領的情報，單獨一人入侵雨忍者村。被昔日的兩位學生，也就是「曉」的首領培因與小南發現並且戰鬥，自來也使用通靈之術召喚蝦蟆健以及兩大仙人的深作與志摩，並且進入「仙人模式」來作戰。在激戰的最後，自來也戰死，在臨死之前將關於培因本體的情報託付給深作。
鳴人在任務中一度與「蛇」接觸，並且與鼬的分身相遇。之後，木葉的小隊被鳶阻擋而停下了腳步。佐助與鼬的戰鬥開始，經過一場苦戰之後成功殺死了鼬。但是之後，佐助在鳶的述說下得知了有關宇智波一族與鼬的真相。

#### 培因來襲篇
- 漫畫：第44卷第403話－第48卷第450話／動畫：第372集－第395集

因為得知哥哥鼬的真相感到悲傷的佐助得到萬花筒寫輪眼，並與水月、香燐、重吾會合，將小隊的名字從「蛇」改為「鷹」。象徵向鼬與宇智波一族的真正敵人，也就是木葉忍者村復仇的決心。此時，木葉忍者村在深作的告知下得知自來也戰死以及最後關於培因本體的情報。鳴人從自來也死亡的悲傷之中走了出來，並跟著深作前往妙木山開始進行仙術的修行。
「鷹」在鳶的委託下前往雲忍者村，與八尾的祭品之力的殺人蜂戰鬥，在水月、香燐、重吾的幫助之下，佐助發動天照擊敗殺人蜂成功將殺人蜂捕獲，並移交給鳶。「曉」接著進行八尾的封印，卻發現佐助帶回的殺人蜂只是八尾的一隻腳變成的分身，所以這次行動以只能封印八尾一小部份的查克拉而宣告失敗。得知這件事的雲忍者村開始搜索「鷹」的下落，第四代雷影派遣寒、輕、重帶著公文前往木葉忍者村，並且準備召開五影會談。
當鳴人在妙木山順利進行之時，為了捕獲九尾的培因與小南開始襲撃木葉忍者村。培因為了問出鳴人的下落進行無差別的大規模破壞，追殺村子裡的人民與忍者，卡卡西與靜音等實力强大且堅強的忍者遭到殺害。培因最後發動神羅天征毀滅了木葉忍者村，完成仙術修行的鳴人從蝦蟆那裡知道木葉忍者村遭到襲擊的消息，趕著回去，並且單獨一人與培因戰鬥。
進入仙人模式的鳴人發揮強大的實力接連打倒培因的幾名個體，但是仍然被培因之中的天道抓住。雛田為了救出鳴人反而被培因打成重傷，鳴人看到雛田被打倒而陷入爆走，出現六根尾巴的鳴人與培因戰鬥，培因發動地爆天星困住已經出現八根尾巴的鳴人。在內心世界感到痛苦的鳴人即將解開九尾的封印之時，與自己的父親第四代火影重逢，並且重新弄好封印。恢復原狀的鳴人最後以螺旋丸打倒培因，與遠距離操作培因的本體長門接觸。長門向仰慕師父自來也的鳴人述說自己的過去，並質問如何將和平帶入忍者世界，鳴人不放棄自來也的思想，認為自己來自自來也撰寫的小說主角的名字就是自來也的理想。為了回應鳴人的想法，長門以性命為代價發動輪迴天生，復活木葉忍者村所有犧牲者，因而力盡而亡。帶走長門以及作為天道的彌彥遺體的小南與繼承長門遺志的鳴人和解。

#### 五影篇
- 漫畫：第48卷第451話－第52卷第490話／動畫：第417集－第441集

當一度被毀滅的木葉忍者村走向復興之時，因為培因襲擊的時候耗盡查克拉而一直昏迷的「第五代火影」綱手被解除職位，由「根」的領導人志村段藏代理火影。
雷影因為殺人蜂被擄走而感到憤怒，持續派遣雲之忍者搜索佐助一行人。此外，也對木葉忍者村對身為逃亡忍者的佐助的處理態度消極感到不滿意，而準備一份要求追捕佐助的公文，並為此召集五影召開五影會談，討論關於「曉」的問題。鳶因為八尾的捕獲行動失敗，再次接觸佐助並告知身為他的仇人的段藏正前往參加五影會談，也開始打算發動「月之眼計畫」。
「五影會談」在中立國的鐵之國舉行，「曉」的的成員入侵會場，與五影以及鐵之國的武士戰鬥。鳶在會場上告知「月之眼計畫」的目的，之後宣布「第四次忍界大戰」將要開戰。忍者五大國組成以雷影為首的忍者聯軍，並決定保護鳴人與殺人蜂這兩位祭品之力。各國在五影會談結束之後都為了戰爭做準備。
五影會談結束之後，佐助殺死了他的仇人之一的段藏。鳴人與佐助再次相遇，已經了解他的心情的鳴人期待著日後與佐助的戰鬥。鳴人得到大蝦蟆仙人的預言，將九尾的封印式放入體內，前往雲忍者村的孤島。同時間，兜前來找鳶，為了即將到來的第四次忍界大戰而要求聯手作戰。

#### 忍界大戰篇
- 漫畫：第52卷第491話－第72卷第700話／動畫：第463集－第699集

忍界大戰篇(1)（漫畫：第52卷第491話－第57卷第536話／動畫：第463集－第495集）
在恢復的綱手的要求下，鳴人前往在一個雲忍者村附近的孤島（島龜）上。為了獲得新的力量，鳴人接受同樣身為祭品之力的殺人蜂指導下進行控制九尾查克拉的修練。那時，鳴人終於和母親九品見面，並得知16年前的真相。此外，儘管遭到了「曉」的鬼鮫襲擊，並且打倒他了，但是有關忍者聯軍的情報卻被洩露，以及大和也被擄走。同時，斑與兜接觸，並且達成協議。然後，小南在雨忍者村與斑戰鬥之後被殺死，斑得到長門的輪迴眼，並移植到了左眼。在那之後，為了戰爭的準備，兜的的「穢土轉生」復活的忍者們與10萬隻的白絕組成共同戰線。
鳴人與佐助之間宿命的戰鬥即將到來。為了進行月之眼計畫的最後階段的「曉」開始行動，忍者五大國則是為了阻止月之眼計畫。最後，將所有因緣畫上休止符的第四次忍界大戰爭開戰。鳴人一行人的最後一戰開始了。「曉」與忍者聯軍之間的決戰終於開始了。兜發動的禁術「穢土轉生」復活的歷代強大的忍者們與忍者聯軍的各部隊在各地的戰場上激烈戰鬥。另一方面，沒有被告知戰鬥發生的鳴人繼續與殺人蜂一起訓練如何控制九尾查克拉，但是查覺到外面發生的戰鬥而從島上跑了出來。
忍界大戰篇(2)（漫畫：第57卷第537話－第57卷第544話／動畫：第496集－第509集）
斑操控外道魔像前來攻擊第一部隊所在的戰區，成功奪取了封印了金角與銀角兄弟的六道的忍具之後撤退，忍者聯軍8萬兵力的死傷大約是4萬人，「曉」10萬兵力的死傷也達到5萬人，而戰爭第一天也到了晚上。鳴人與殺人蜂試圖逃離島上的過程中，九尾逼問鳴人要如何解決忍者世界的仇恨連鎖，鳴人以堅決的態度回答九尾的問題。入夜之後，忍者聯軍接連發生可以完全複製查克拉的白絕偽裝的忍者刺殺以醫療忍者為主的成員，讓聯軍開始陷入混亂，聯軍高層也在尋找對付白絕的方案。就在當鳴人與殺人蜂要離開島上時，第五代火影綱手與第四代雷影艾親自前來阻止他們，最後鳴人與殺人蜂靠著自身的信念得到第四代雷影的認同而前往戰場。同時間，聯軍高層也得出以鳴人的能力找出白絕的方案，斑也帶著他以被穢土轉生的祭品之力製作的培因六道準備參戰。
忍界大戰篇(3)（漫畫：第58卷第545話－第59卷第557話／動畫：第516集－第540集）
戰爭來到了第二天，鳴人與殺人蜂來到了戰場，並與白絕以及穢土轉生的忍者戰鬥。聯軍的第四部隊也與被穢土轉生的歷代五影戰鬥，我愛羅成功封印身為第四代風影的父親羅砂，並且和解，其他三位五影卻從封印之中逃脫。第一方面，鳴人與殺人蜂碰上了被穢土轉生的鼬與長門而與之一戰，鼬靠著好友止水在生前託付給他的瞳術「別天神」而成功解除兜的控制，並和鳴人與殺人蜂合力將長門封印成功，鼬將弟弟佐助託付給鳴人之後獨自前往兜的所在之處去阻止穢土轉生，而鳴人與殺人蜂繼續前往戰場。
第四部隊與歷代五影的戰鬥仍在持續，來到戰場的鳴人的影分身成功打敗第二代土影無，鳴人的影分身再趕去另一邊與第三代雷影艾戰鬥，另一方面，佐助殺死了白絕本體之後準備前往戰場。鳴人在一番苦戰中靠著靈機應變而打敗第三代雷影；而我愛羅與使出暴危蒸威的第二代水影鬼燈幻月的戰鬥中陷入了苦戰，最後靠著科學原理而打敗了第二代水影。
忍界大戰篇(4)（漫畫：第59卷第558話－第63卷第607話／動畫：第541集－第568集）
鳴人的影分身前往戰場各處，透過察覺混入盟軍的惡意發現並打敗白絕，並協助封印以穢土轉生復活的五大國知名忍者，忍者聯軍一下子佔了上風。然而，兜卻用穢土轉生召喚出他的王牌——宇智波斑本尊。復活的斑藉由壓倒性的忍術、體術、瞳術席捲忍者聯軍。在這場最大的危機中，聯軍將五影傳送到現場；五影委託鳴人解決面具男，斑則交給他們。之後，鳴人和奇拉比與面具男及穢土轉生復活的祭品之力們展開戰鬥；敵方非常強大，即使卡卡西和阿凱趕在途中聯手，仍漸漸落入下風。戰鬥過程中，鳴人進入四尾孫悟空的精神世界並和它對話；對話中，鳴人得知九尾的名字叫九喇嘛，並展現要認真對待尾獸的強烈意願。受鳴人鼓舞的九尾終於和鳴人達成第一次完美結合。接著，鳴人進入尾獸更深處的內心世界，並見到其它尾獸與祭品之力；尾獸們告訴鳴人它們的名字，並將人類和尾獸的未來託付給鳴人。接收到尾獸們的意志，鳴人完全控制了九尾查克拉，成功將尾獸從外道魔像中拉了出來。
隨著戰況愈演愈烈，佐助終於移植了鼬的眼睛，開啟「永恆的萬花筒寫輪眼」。殺死看守自己的白絕本體後，佐助衝了出去，並在路上與穢土轉生的鼬重逢，接著兄弟二人聯手對上操控穢土轉生的兜。兜將大蛇丸和御手洗紅豆等不同忍者的細胞吸收進體內，獲得白蛇仙人模式的力量，既讓兄弟二人陷入苦戰，還能抵擋宇智波一族禁術“伊邪那岐”。後來鼬使出專剋“伊邪那岐”的禁術“伊邪那美”，讓兜陷入與他們無休止戰鬥的輪迴直到發自內心回心轉意，並尋找阻止穢土轉生的線索。最後，包括鼬在內的所有穢土轉生都被解除，被束縛的死者全部靈魂升天了。鼬在最後一刻用寫輪眼的幻術把事情原委與滅族真相向佐助展現，並在表達「不論你怎麼選擇，我都會永遠深愛著你」的愛意後升天了。
在穢土轉生被解除的時候，斑因知曉施術與解術的方式，在升天前強行解除與施術者的契約而留在世上，並說這是穢土轉生最大的風險。擁有不死之身、無限查克拉與特別強化過的木遁等強大力量，五影被斑打敗而陷入瀕死。另一邊，鳴人、奇拉比、卡卡西和阿凱在幾番努力下成功摧毀面具男的面具；然而，當卡卡西看到他的真面目，他驚呆了。冒充斑的身分、身為曉幕後主使的面具男，竟是本應在第三次忍界大戰中死去的卡卡西最好的朋友帶土。當時瀕死的帶土被藏在地底深處的斑所救，經過辛苦的康復，本想返回木葉的帶土在白絕的通報下得知凜被捲入霧忍者村的陰謀，趕到現場的那一刻卻看到自己的心上人死於卡卡西的雷切。目睹這一幕的帶土對這個世界感到絕望，決定與斑合作展開“月之眼”計畫；帶土將在一切就緒時用輪迴天生將因衰老死去的斑復活，自己則繼續以斑的身份行動。卡卡西因摯友的轉變本將失去鬥志，後來決定與現在的帶土戰鬥，以保護繼承了帶土曾經意志的鳴人。
忍界大戰篇(5)（漫畫：第64卷第608話－第66卷第637話／動畫：第582集－第597集）
解決五影的斑為了找回尚未回收的八尾和九尾，來到帶土這裡並決定強行復活仍處於不完整狀態的十尾；然而，忍者聯軍各部隊也齊聚一堂，決戰就此打響。聯軍向斑等人使出強大的連續攻擊，十尾卻一發尾獸玉消滅忍者聯軍總部，再用大範圍攻擊殺死眾多忍者，其中包含捨身救下鳴人與日向雛田的日向寧次。鳴人無法承受同伴之死和帶土的話帶來雙重打擊，卻被雛田和九喇嘛罵了一頓，重新振作與聯軍同伴一起進攻。另一方面，經過與鼬的聯手，佐助想了解何謂忍者世界、忍者村和忍者。與水月和重吾重逢的佐助將大蛇丸從被兜俘虜的御手洗紅豆的咒印中復活，並說明他想了解木葉忍者村的過去。大蛇丸看到佐助的轉變如此之大後決定合作，並帶領大家前往木葉忍者村。藉由曾經的研究，大蛇丸將封印在死神腹中的初代到四代四位火影的靈魂用穢土轉生復活。初代火影千手柱間向佐助講述他與斑的相遇、木葉忍者村的誕生、斑離開村子到在終末之谷決戰的故事。聽完的佐助為保護鼬的生活方式，決定保護木葉忍者村，與大家和被木葉忍者村關押的香燐一同前往戰場。
忍界大戰篇(6)（漫畫：第67卷第638話－第69卷第662話／動畫：第598集－第613集）
戰況變得十分慘烈。時空間裡的卡卡西與帶土開啟決定性的決鬥。歷代火影與佐助接連抵達戰場，佐助還宣布他要成為火影，以自己的方式改變木葉和忍者的世界。佐助的變化讓小櫻和其他人一頭霧水，鳴人卻淡淡接受這樣的佐助；過了約三年，第七班第一次復活了。卡卡西贏了與帶土在時空間的對決，帶土說：“這場戰鬥你可以贏，但戰爭的勝利我不會拱手相讓。”就丟下卡卡西回到戰場。斑看到重傷瀕死拋棄帶土，試圖控制他施展輪迴天生完全復活自己，卻遭到帶土反抗而讓帶土成為十尾祭品之力。後來，鳴人、佐助與忍者聯軍聯合將所有尾獸拉出帶土身體，將其擊敗。
忍界大戰篇(7)（漫畫：第69卷第663話－第70卷第677話／動畫：第634集－第651集）
之後斑透過黑絕控制帶土的輪迴眼將自己徹底復活並與尾獸交戰；得到白絕找到並帶來的右眼輪回眼後，他召喚出外道魔像，利用輪迴眼的輪墓邊獄將尾獸吸入外道魔像中，鳴人因九喇嘛被抽出身體而瀕死。此外，上前攻擊斑的佐助也被他一刀捅穿心臟而不省人事；斑接著成為十尾祭品之力與卡卡西和阿凱交戰，被啟動八門遁甲第八門死門的阿凱逼到絕境卻未能殺死。鳴人從改邪歸正的帶土那獲得每種尾獸的查克拉，因此見到六道仙人並獲得六道陽遁與六道仙術，復活後救下阿凱阻止了開死門必死的結局；被脫離伊邪那美無限循環的兜治好的佐助，獲得左眼輪回眼和六道仙人的六道陰遁查克拉。斑拒絕和復活的兩人簡短交手後就飛離現場，奪去卡卡西的左眼進入時空間，再從帶土那奪回左眼輪迴眼；集齊雙眼後，斑啟動了無限月讀。
忍界大戰篇：最終章（漫畫：第70卷第678話－第72卷第700話／動畫：第679集－第699集）
緊接著，黑絕刺穿斑的胸膛，作為復活大筒木輝夜的催化劑。所有人陷入無限月讀的幻術，只有第七班與帶土借助佐助的須佐能乎逃過一劫。在艱難的戰鬥與帶土的犧牲後，鳴人與佐助成功封印大筒木輝夜和黑絕。一切似乎結束時，佐助突然說要處決現任五影並殺死所有尾獸，想斬斷世間仇恨的因果由自己當共同敵人，以維持所有人繼續團結的動機。鳴人奮力阻止佐助的“忍界革命”，與他在終末山谷最終決戰。決戰結束，兩人耗盡所有力量與查克拉並各斷一條手臂，但對立的關係終於和解，聯手結印釋放無限月讀，結束曠日持久的第四次忍界大戰。一段時日後，克服戰爭與災難並取得長足進步的木葉忍者村裡，出現忍界大戰中倖存忍者的後代，其中包含博人，他正被身為第七代火影的父親鳴人斥責。
| 篇章標題                           | 篇章標題                           | 篇章標題                       | 漫畫             | 漫畫             | 動畫                           | 小說   |
| 篇章標題                           | 篇章標題                           | 篇章標題                       | 收錄卷數         | 收錄話數         | 動畫                           | 小說   |
| 第一部                             |                                    |                                |                  |                  |                                |        |
| ---------------------------------- | ---------------------------------- | ------------------------------ | ---------------- | ---------------- | ------------------------------ | ------ |
| 第一部                             | 波之國篇                           | 波之國篇                       | 第1卷－第5卷     | 第1話－第44話    | 第1集－第26集                  | 不適用 |
| 第一部                             | 中忍考試篇                         | 中忍考試篇                     | 第5卷－第10卷    | 第45話－第90話   | 第27集－第52集                 | 不適用 |
| 第一部                             | 毀滅木葉行動篇                     | 毀滅木葉行動篇                 | 第11卷－第16卷   | 第91話－第140話  | 第53集－第80集                 | 不適用 |
| 第一部                             | 綱手搜索篇                         | 綱手搜索篇                     | 第16卷－第19卷   | 第141話－第171話 | 第81集－第106集                | 不適用 |
| 第一部                             | 佐助奪還篇                         | 佐助奪還篇                     | 第20卷－第27卷   | 第172話－第238話 | 第107集－第135集               | 不適用 |
| 第一部                             | 原創篇                             |                                |                  |                  |                                |        |
| 第一部                             | 原創篇1                            | 不適用                         | 不適用           | 第136集－第160集 | 不適用                         |        |
| 第一部                             | 原創篇2                            | 不適用                         | 不適用           | 第161集－第186集 | 不適用                         |        |
| 第一部                             | 原創篇3                            | 不適用                         | 不適用           | 第187集－第212集 | 不適用                         |        |
| 第一部                             | 原創篇4                            | 不適用                         | 不適用           | 第213集－第220集 | 不適用                         |        |
| 卡卡西外傳～戰場上的少年時代～     | 卡卡西外傳～戰場上的少年時代～     | 卡卡西外傳～戰場上的少年時代～ | 第27卷           | 第239話－第244話 | 第339集－第340集               | 不適用 |
| 第二部                             |                                    |                                |                  |                  |                                |        |
| 風影奪還篇                         | 風影奪還篇                         | 第28卷－第32卷                 | 第245話－第281話 | 第221集－第252集 | 不適用                         |        |
| 佐助再會篇                         | 佐助再會篇                         | 第32卷－第35卷                 | 第282話－第310話 | 第253集－第273集 | 不適用                         |        |
| 守護忍十二士篇                     | 守護忍十二士篇                     | 不適用                         | 不適用           | 第276集－第291集 | 不適用                         |        |
| 飛段・角都篇                       | 飛段・角都篇                       | 第35卷－第38卷                 | 第311話－第342話 | 第292集－第309集 | 不適用                         |        |
| 三尾篇                             | 三尾篇                             | 不適用                         | 不適用           | 第310集－第332集 | 不適用                         |        |
| 自来也VS培因・佐助VS鼬篇           | 自来也VS培因・佐助VS鼬篇           | 第38卷－第43卷                 | 第343話－第402話 | 第333集－第363集 | 不適用                         |        |
| 六尾篇                             | 六尾篇                             | 不適用                         | 不適用           | 第364集－第371集 | 不適用                         |        |
| 培因來襲篇                         | 培因來襲篇                         | 第44卷－第48卷                 | 第403話－第450話 | 第372集－第395集 | 不適用                         |        |
| 原創(1) 過去篇                     | 原創(1) 過去篇                     | 不適用                         | 不適用           | 第396集－第416集 | 不適用                         |        |
| 五影篇                             | 五影篇                             | 第48卷－第52卷                 | 第451話－第490話 | 第417集－第441集 | 不適用                         |        |
| 原創(2) 航海篇                     | 原創(2) 航海篇                     | 不適用                         | 不適用           | 第442集－第462集 | 不適用                         |        |
| 忍界大戰篇                         |                                    |                                |                  |                  |                                |        |
| 忍界大戰篇(1)                      | 第52卷－第57卷                     | 第491話－第536話               | 第463集－第495集 | 不適用           |                                |        |
| 忍界大戰篇(2)                      | 第57卷                             | 第537話－第544話               | 第496集－第509集 | 不適用           |                                |        |
| 忍界大戰篇(3)                      | 第58卷－第59卷                     | 第545話－第557話               | 第516集－第540集 | 不適用           |                                |        |
| 忍界大戰篇(4)                      | 第59卷－第63卷                     | 第558話－第607話               | 第541集－第568集 | 不適用           |                                |        |
| 忍界大戰篇(5)                      | 第64卷－第66卷                     | 第608話－第637話               | 第582集－第597集 | 不適用           |                                |        |
| 忍界大戰篇(6)                      | 第67卷－第69卷                     | 第638話－第662話               | 第598集－第613集 | 不適用           |                                |        |
| 忍界大戰篇(7)                      | 第69卷－第70卷                     | 第663話－第677話               | 第634集－第651集 | 不適用           |                                |        |
| 忍界大戰篇：最終章                 | 第70卷－第72卷                     | 第678話－第700話               | 第679集－第699集 | 不適用           |                                |        |
| 特別篇：力量-Chikara-              | 特別篇：力量-Chikara-              | 不適用                         | 不適用           | 第510集－第515集 | 不適用                         |        |
| 卡卡西暗部篇～活在黑暗世界的忍者～ | 卡卡西暗部篇～活在黑暗世界的忍者～ | 不適用                         | 不適用           | 第569集－第581集 | 不適用                         |        |
| 原創(3) 新中忍考試篇               | 原創(3) 新中忍考試篇               | 不適用                         | 不適用           | 第614集－第633集 | 不適用                         |        |
| 自来也忍法帖～鳴人豪傑物語～       | 自来也忍法帖～鳴人豪傑物語～       | 不適用                         | 不適用           | 第652集－第670集 | 不適用                         |        |
| 鼬真傳篇～光與闇～                 | 鼬真傳篇～光與闇～                 | 不適用                         | 不適用           | 第671集－第678集 | 《火影忍者 鼬真傳 光明篇》     |        |
| 鼬真傳篇～光與闇～                 | 鼬真傳篇～光與闇～                 | 不適用                         | 不適用           | 第671集－第678集 | 《火影忍者 鼬真傳 暗夜篇》     |        |
| 外傳篇                             | 外傳篇                             | 不適用                         | 不適用           | 第700集－第720集 | 《火影忍者 佐助真傳 來光篇》   |        |
| 外傳篇                             | 外傳篇                             | 不適用                         | 不適用           | 第700集－第720集 | 《火影忍者 鹿丸秘傳 闇默浮雲》 |        |
| 外傳篇                             | 外傳篇                             | 不適用                         | 不適用           | 第700集－第720集 | 《火影忍者 木葉秘傳 良辰吉日》 |        |

## 登場角色
在創作《火影忍者》時，岸本齊史以其他日本漫畫為創作靈感，故事以日本文化作為基礎，也力求讓故事中的角色與眾不同。 將角色分成不同的團隊是為了給每個小組一個獨特的定位。岸本希望每個角色各自有自己擅長與不擅長的能力。岸本發現自己不擅長描寫戀愛劇情，但是在漫畫的第二部（從第28卷開始）則更加強調了戀愛劇情。岸本在故事中創造了不少個性與經歷都很有特色的敵方角色，目的是讓敵方角色作為我方角色道德觀念的對立面，並清楚地說明他們之間的差異。由於主角一方在實力上弱於敵方角色，因此，岸本在第一部與第二部之間隔了2年半，讓我方角色在這段期間變得更強。

## 用字

### 忍者的能力
查克拉（チャクラ）
作為術的基礎的能量，也被認為是產生一切萬物的精神。由來自構成人體的眾多細胞中提取的「身體能量」與靠著修行的經驗累積的「精神能量」這兩者所構成，混合這兩者的能量（所謂的「提煉查克拉」），依照術者的意思結「印」之後發動「術」。術的威力會因為查克拉的混合比例而有所變化，為了讓術成功發動而提煉適量查克拉的控制技術是不可或缺的。學會控制査克拉之後就可以在不使用手的情況下在水面行走或爬上垂直的牆壁。如果過度消耗查克拉則有死亡的風險。
在故事終局時，査克拉的概念開始呈現靈魂與精神共鳴的特徵。 在神話時代推廣「忍宗」的大筒木羽衣將查克拉稱為「連接每個人的力量」，而宇智波帶人則表現出為「連接兩個世界的力量」。
經絡系統（経絡系（けいらくけい））
在遍布著全身的查克拉的管道中有著名為「點穴」的無數個經穴存在，掌管術的增強或削弱的程度。通常經絡系統無法靠視覺辨認，不過三大瞳術之一的「白眼」具備透視能力，強大的瞳力能看見包含點穴的整個經絡系統。在經絡系統上有著名為「八門」的八個查克拉穴密集的地方，打開之後能引出自身的潛在能力，提高身體能力。八門全開的状態下被稱為「八門盾甲之陣」，能一時得到超越五影的力量，之後打開的人就會死亡。
修練（業（わざ））
有精準控制從腳底放出的查克拉在水面上步行的修練法，為了鍛鍊肉體而只用一隻手進行攀登懸崖的修練法等各式各樣為了不同目的修練法。
術（術（じゅつ））
忍者所使用的技術，基本上分成忍術、體術、幻術這三種。除了大部份的體術之外，使用術會消耗人體的查克拉。在什麼時機使用什麼樣的術，主要取決於忍者個人的能力與執行任務時的條件。
仙術（仙術（せんじゅつ））
除了「身體能量」與「精神能量」之外再從外界吸收的「自然能量」而成的一種被稱為「仙術查克拉」的查克拉能極大幅度強化能力。使用仙術查克拉，能讓術的威力能提高到更強的境界，仙術是利用仙術查克拉所使出的術。
血繼限界（血継限界（けっけいげんかい））
透過遺傳進行傳承的特殊能力。

### 忍者的分類
忍者按照實力的不同有相應的級別。分为忍者学校，下忍，中忍，上忍和影（就是一个忍者村的首领）。希望成為忍者的一般人會先進入忍者學校就讀，在畢業之後成為忍者村正式的一下忍，之后可以通过中忍考试来升级，雖然低級別的忍者並非一定比高級別的忍者實力弱，但不同的級別基本可以代表實力的大體水準。除了級別，忍者還可以按職責或從事的工作分類。

### 地理
在火影忍者的世界中，大部份的國家由大名所統治。其中少數國家中設立忍者村，忍者村透過接受委託之後派遣忍者執行任務以便維持國家的發展，也可以派遣忍者在其他國家執行任務並獲得報酬。忍者村的忍者同時也是國家的軍事力量，忍者村的首領與國家的元首處於同一地位。火之國、風之國、水之國、土之國、雷之國被稱為「忍者五大國」，這五個國家是世界上最強大的五個國家。忍者村通常由最有名望的忍者治理，只有忍者五大國的忍者村首領才能被冠上「影」的名號，分別為「火影」、「風影」、「水影」、「土影」、「雷影」，這五個影統稱為五影。

### 道具
苦無（クナイ）、手裏劍（手裏剣（しゅりけん））、煙霧彈（煙玉（けむりだま））、閃光彈（光玉（こうだま））
用法與現實的忍具相同。
弓矢（弓矢（ゆみや））
音忍者村的鬼童丸等一部分的忍者所使用。大部分為忍者以外的勢力所使用的武器，例如劇場版登場的鬼之國的保鑣，達茲納等波之國的國民（使用弩），此外很少被用作忍具。
兵糧丸（兵糧丸（ひょうろうがん））
一種據說可以讓士兵在三天三夜的時間內不休息地戰鬥的秘藥。具有吸收良好的高蛋白成分，具有一定的興奮作用與鎮靜作用。服用後具有恢復並增幅查克拉的效果。
増血丸（ぞうけつがん）
兜所使用的補血藥丸。
三色藥丸（三色の丸薬（さんしょくのがんくすり））
秋道一族秘藥中的秘藥。含有超大能量的綠色、黃色、紅色的三種藥丸，服用後能得到爆發性的力量。
菠菜丸（ホウレン丸（ホウレンがん））
綠色的藥丸，副作用為全身疼痛。
咖哩丸（カレー丸（カレーがん））
黄色的藥丸，副作用為一移動身體會產生劇烈的疼痛。
辣椒丸（トンガラシ丸（トンガラシがん））
紅色的藥丸，副作用為死亡。
護額（額当て（ひたいあて））
忍者服裝（忍装束（しのびしょうぞく））
引爆符（起爆札（きばくふだ））
寫著經過一段時間後隨著冒煙而爆炸的術式的符咒。能貼在苦無之後投向目標物，也能作為對付敵人的陷阱。在動畫版中說明30年前的引爆符與現在的引爆符所寫著的術式並不同。「第二代火影」扉間利用其開發的穢土轉生作為戰術，設計出引爆符爆炸之後召喚的引爆符爆炸再召喚引爆符而形成連續爆破的「互乘引爆符」。
卷軸（巻物（まきもの））
除了作為一般書籍之外，還有準備施術用的忍術術式，召喚武器以及封印術的媒介等使用方式，也被使用在通靈之術的契約。不同卷軸的大小差異很大。
千本（千本（せんぼん））
細針形狀的忍具。雖然殺傷力很低，但是如果精確地射擊經絡系統就能切斷查克拉的供給，並可能進入假死狀態。也能當作針灸使用在醫療行為。霧忍者村的追殺忍者部隊可以暫時將人體處於假死狀態。
刀（刀（かたな））
在忍者村制度誕生之前的戰亂時代就被普遍用作武器。並不是所有的忍者都會使用。
草薙劍（草薙の剣（くさなぎのつるぎ））
在本作中一種刀劍的種類。大蛇丸擁有的劍在外表看起來只是一把日本刀，卻持有足以防禦猿猴王·猿魔的金剛如意的攻擊的耐久度。後來佐助使用另一把劍，刀鞘的外表不同且刀身是直刀。此外，鼬擁有的是一種沒有實體的刀「靈劍・十拳劍」，在第二部與佐助的戰鬥中，成功封印奪取佐助的身體主導權的大蛇丸。
忍刀七人眾的刀
特殊的7把刀。每把刀都是在前後任的忍刀七人眾之間世代相傳，由於不少七人眾叛逃出霧忍者村，因此在第二部時只剩下長十郎的比目蝶魚。在第四次忍界大戰時期全部出現，戰後回到霧忍者村。當沒有使用者時會被保管。
斷刀「斬首大刀」（断刀・首切り包丁（だんとう・くびきりぼうちょう））
桃地再不斬持有的斷刀。可以吸收血液中的鐵，即使刀身受損，也可以透過斬人之後吸收血液來修復。全長為250公分，重量為30公斤的大刀，要使用它並不容易，水月說過要經過特殊的訓練才有辦法。
再不斬死後被放置在其墳墓上，之後水月盜取並繼承。五影會談時被「第四代雷影」艾打斷後下落不明，再不斬被穢土轉生後回到其手上，後來被打倒再不斬的卡卡西拿到。
大刀「鮫肌」（大刀・鮫肌（だいとう・さめはだ））
干柿鬼鮫持有的大刀。刀本身擁有意志，擁有削去並啃食他人查克拉的習性。能與使用者融合並強化肉體，也可以吸收由鮫肌啃食的查克拉來恢復傷勢。在《慕留人-火影忍者新世代-》中，如果被不成熟的使用者拿到會導致暴走而無視使用者的意願與其強制融合，是一把很難操縱的刀。
鬼鮫在殺害前任的西瓜山河豚鬼後繼承這把刀。與殺人蜂戰鬥時被他的查克拉所吸引，在鬼鮫死後歸殺人蜂所持有。
雙刀「比目蝶魚」（双刀・ヒラメカレイ（そうとう・ひらめかれい））
長十郎持有的雙刀。透過將查克拉儲存在刀身中並展開後可以改變刀身成槌状或刀身延長的形狀。
在《慕留人-火影忍者新世代-》中，身為水影的長十郎選擇神樂為他的繼承者，現在由神樂擁有。
雷刀「牙」（雷刀・牙（らいとう・きば））
一對成雙的刀。使用者為林檎雨由利與黒鋤雷牙。透過吸收雷電來提高攻擊力。雷牙把刀作為避雷針使用，將電流導入地面後放出雷擊攻擊敵人。
在動畫的原創劇情中，被穢土轉生的林檎雨由利在戰鬥中敗給重並沉入沼澤之前將雷刀「牙」推付給他，歸重所持有。
鈍刀「兜割」（鈍刀・兜割（どんとう・かぶとわり））
像斧頭的刀與連接到底部的大槌子的組合。使用者為通草野餌人。第一擊用刀而第二擊用槌子敲打刀鋒來擊碎任何防禦。
長刀「縫針」（長刀・縫い針（ちょうとう・ぬいばり））
縫線通過刺繍針之後會巨大化。使用者為栗霰串丸。將所有被刺到的物體全部縫合在一起。
爆刀「飛沫」（爆刀・飛沫（ばくとう・しぶき））
一把貼有大量的引爆符的像是巨大卷軸的刀。使用者為無梨甚八。透過引爆符爆炸後的力量來增加刀本身的攻擊力。
傀儡人偶（傀儡人形（くぐつにんぎょう））
使用「傀儡之術」從指尖放出查克拉線進行操控的人偶，內藏著刀劍以及毒針等忍具，如果是熟練的忍者則可以一次操控複數的傀儡。製作傀儡人偶的人被稱為造形師，使用傀儡之術操控傀儡人偶的人則被稱為操演者。在砂忍者村有比較多的忍者使用，還有專門使用傀儡的「傀儡部隊」的存在。砂忍者村在研究與開發傀儡這方面已經有20年以上的歷史，從外表與人類相同的傀儡到各種不同形狀的傀儡（例如勘九郎使用的傀儡）都有。「曉」的蠍還可以製作與使用將人殺死後加工其遺體製成的「人傀儡」。傀儡可以像真正的人類一樣精確地行動，內部具有像是讓查克拉通過的線路以及零件等復雜的構造，因此根據技術的不同也可以將人體移植一部分的傀儡。實際上，蠍將自己大部分的身體變成傀儡，而千代也將自己的右手變成傀儡。蠍過去有為在任務中受傷的朋友的手臂上移植傀儡的手部。
烏鴉（烏（カラス））
勘九郎使用的攻撃特化的傀儡人偶。除了內藏著大量的武器（例如毒針與毒煙彈）之外，這些武器還被裝載到身體的每個部位之中，所以即使身體散開也可以繼續進行攻擊。原本是20年前蠍在砂忍者村所製作的傀儡人偶。
黑螞蟻（黒蟻（クロアリ））
勘九郎使用的捕獲特化的傀儡人偶。手臂上有藏著刀刃，四肢的部位與烏鴉的構造相同，腹部有個可以捕獲敵人的空間，之後再使用烏鴉發動攻擊。已經作為量產品製造，在第4次忍界大戰中，勘九郎使用了2隻黑螞蟻。原本是20年前蠍在砂忍者村所製作的傀儡人偶。
山椒魚（山椒魚（サンショウウオ））
勘九郎使用的防禦特化的傀儡人偶，有著模仿四足動物的外形，身體大小與前面2種傀儡不同。在動畫版與蠍的戰鬥中有從瓦礫中保護勘九郎的描寫，具有承受瓦礫的衝撃的防禦力，有著關節部位和其他傀儡一樣脆弱的弱點。原本是20年前蠍在砂忍者村所製作的傀儡人偶。
蠍（蠍（サソリ））
曉的「蠍」將自己的身體傀儡化的人傀儡。雙肩裝載螺旋槳狀的翅膀藉此飛行與攻擊，腹部有一根浸透毒藥且前端尖銳的鋼索。蠍死後被勘九郎回收並在五影會談的戰鬥中使用。另外，蝎的肉體部位所在的胸孔沒有被開啟。
水蛭子（ヒルコ）
蠍使用的人傀儡。原本是砂忍者村以外的忍者，被蠍改造成人傀儡。與一般的傀儡人偶不同，是一種能作為守護施術者的鎧甲與攻擊的武器的攻防一體的傀儡，而蠍就在裡面操控。20年前與現在的外表有部分的差異，現在有著堅硬的外殼以及長尾巴的機關為最大特徵，左手肘有著內藏毒針的筒狀機關。另外，尾巴的尖端裝滿了蠍獨自調合的毒藥。
第三代風影（三代目風影（さんだいめかぜかげ））
蠍暗殺第三代風影後將其遺體製成人傀儡。寄宿著本人生前的查克拉，能使用第三代風影的血繼限界「磁遁」。
父與母（父と母（ちちとはは））
蠍年幼時最初製作的傀儡，因思念殉職而未歸來的雙親，以兩人的合照為範本所造出。蠍離開村子時沒有帶走，由千代改造並加裝手臂的查克拉盾。在蠍與千代死後被勘九郎回收。
十機近松之集（十機近松の集（じっきちかまつのしゅう））
初代的操演者文左衛門的十傑作，千代所擁有的10隻傀儡。
鎖分銅（鎖分銅（くさりふんどう））
天天使用的武器。兩端帶有重錘的長鐵鏈，外觀類似雙節棍。在本作中可以像手裏劍投擲使用（威力足以打掉「詛咒武士」的頭部）。
引爆黏土（起爆粘土（きばくねんど））
混入查克拉而帶有爆炸性的黏土。「曉」的地達羅用自己的手掌的口腔將其咀嚼之後混合自己的查克拉藉此製作不同種類的黏土。等級分為C1、C2、C3、C4、C0，威力根據混合自己的查克拉的量來增加。由於這些炸彈屬於土遁，因此弱點是會被雷遁無效化。
C1
有移動用的鳥型、隱密附著於敵人身上後藉由施術者發出的訊號引爆的蜘蛛型、在飛行到目的地降落時自動爆炸的誘導類型的雀型與燕型、綑綁住敵人後藉由施術者發出的訊號引爆的百足型・蛇型登場。
C2
以龍型登場。從口腔中發射炸彈，炸彈的威力取決於尾巴的長度。
C3
以巨大的人形登場。爆炸時會產生巨大的火球，威力足以摧毀一座村子。
C4
以巨大地達羅的模樣的人形登場。通稱「迦樓羅」。當膨脹並破裂時周圍會散佈奈米炸彈，如果生物少量吸收就會入侵細胞，在人體內從細胞等級開始爆炸並將生物化為粉塵，鳶將其稱為「超小型奈米炸彈」。但是在地達羅對佐助時卻因為佐助讓雷遁的電流在自己的身體流動而無效。
C0
在自己的心臟部位的口腔咀嚼大量黏土，最後將心臟的細胞吸收之後自爆，威力足以摧毀方圓10公里之內的一切。 爆炸中所發出的光是太陽之塔的形象。
四天象人的忍具
孔雀飛翔昇劍（孔雀飛翔昇剣（くじゃくひしょうしょうけん））
龍眼牙離暗刀（竜眼ガリアン刀（りゅうがんガリアンとう）））
無限鋼鎧（無限鋼鎧（むげんこうがい）
硫黄的作品
蛇行（蛇行（だこう））
鶴龜（鶴亀（つるかめ））
地團駄（地団駄（じだんだ））
六道仙人的寶具
在史書中紀載的忍具。過去雲忍者村收集了全部的忍具，除了琥珀淨瓶之外，其他皆為由金角與銀角兄弟擁有。其特殊的力量需要耗費非常大的查克拉，如果沒有像金角與銀角一樣的查克拉，則會被一直吸收查克拉到死為止。第四次忍界大戰結束後全部回收，最終話中為天天擁有。
幌金繩（幌金縄（こうきんじょう））
用繩子束縛人的言靈的繩子。被接觸的對象說出人生中最常說的口頭禪後其言靈會被束縛。
七星劍（七星剣（しちせいけん））
一把能斬斷言靈的劍。封印在金角的體內。將幌金繩束縛的言靈斬斷後，劍的表面會浮現出其文字。這時候，施術對象處於言靈被咒印術與封印術作為人質的狀態。
紅葫蘆（紅葫蘆（べにひさご））
將言靈錄音，把人吸進去封印的葫蘆。七星劍斬斷施術對象的言靈並吸進去後錄音，之後施術對象說出該詞語將會被封印。如果施術對象在一段時間後仍然保持沉默則會強制封印。
芭蕉扇（芭蕉扇（ばしょうせん））
自由使出火、水、雷、土、風這5種性質變化的扇子。
琥珀淨瓶（琥珀の浄瓶（こはくのじょうへい））
只需要施術對象出聲回應持有者，就可以封印對方的瓶子。是雲忍者村唯一沒有被金角與銀角奪走的忍具，專門被用來封印八尾。

### 其他
尾獸（尾獣（びじゅう））
六道仙人在臨終之前透過陰陽遁將十尾的查克拉分成9份而誕生的9隻魔獸。
曉（暁（あかつき））
由10名S級逃亡忍者組成的傭兵組織，由彌彥、長門和小南創立。彌彥死後，由長門繼任首領，宇智波帶人為幕後黑手。「曉」的目的是利用九隻尾獸的力量來征服世界，長門認為透過給予他人痛苦並且得知戰爭的愚蠢就能實現真正的和平。帶人的真正目的是實現宇智波斑的「月之眼計劃」，將九隻尾獸封印到「外道魔像」並使十尾復活之後將「輪迴寫輪眼」投射到月球表面，藉此發動「無限月讀」讓全世界的生物陷入沒有紛爭的幻術世界之中來達到世界和平。「曉」的成員都是犯下嚴重罪行之後背叛自己村子，並且被各國通緝的S級逃亡忍者，是忍者世界最強大的犯罪組織。一般而言，「曉」總共有十位成員，基本上以兩人一組來行動；在大蛇丸離開之後剩下九位成員。
武士（侍（さむらい））
守護鐵之國的軍人。全身用盔甲整個覆蓋，以將查克拉注入到刀劍中進行白刃戰為主。
忍界大戰（忍界大戰（にんかいたいせん））
以忍者參戰為主的世界大戰。
第一次忍界大戰（第一次忍界大戦（だいいちじにんかいたいせん））
忍者五大國的建立而導致戰爭的發生。最後初代火影向各國分發了尾獸以平衡其軍事力量。
第二次忍界大戰（第二次忍界大戦（だいにじにんかいたいせん））
發生於第一次忍界大戰結束後20年。戰爭初期，雲忍者村發生政變導致第二代雷影身亡，簽訂和平條約而前來訪問的第二代火影也因此戰死。
第三次忍界大戰（第三次忍界大戦（だいさんじにんかいたいせん））
大約發生在第一部的13年前。 開戰原因為忍者五大國的統治基礎動搖，各國國境經常發生將小國以及忍者村捲入的小規模衝突。尤其木葉忍者村與岩忍者村之間的戰爭特別激烈，此時為卡卡西外傳中的「神無毘橋之戰」發生的時期。在「神無毘橋之戰」的數年前的戰爭中出現「木葉的三忍」（傳説的三忍），在這場戰爭中，綱手的戀人斷戰死；自來也與彌彥一行人相遇並指導他們修練。
第四次忍界大戰（第四次忍界大戦（だいしじにんにんかいたいせん））
在第二部，忍者五大國與鐵之國組成的忍者聯軍一方和率領著「曉」的一名自稱宇智波斑的戴面具的男子（宇智波帶土）與藥師兜一方之間發生的戰爭，戴面具的男子闖入為了對付「曉」而在鐵之國召開的五影會談並要求交出八尾與九尾的祭品之力，遭到拒絕後宣布開戰。
開戰第一天，兜召喚的穢土轉生的忍者以及增值的白絕與忍者聯軍各部隊在各地發生戰鬥。聯軍努力與強大的敵方忍者作戰，第一天以雙方彼此損失了一半的兵力結束。晚上發生白絕變身成聯軍的忍者發動的擾亂作戰，聯軍因此陷入混亂狀態，根據醫療部隊關於白絕變身的詳細報告而決定讓唯一可能感知到白絕的鳴人出動。
第二天，聯軍因為鳴人的影分身投入各戰線而站穩優勢，卻因為真正的宇智波斑被穢土轉生而讓戰局逆轉，出現在鳴人面前的戴面具的男子讓十尾復活，聯軍陷入了大危機。
同一時間，脫離穢土轉生支配而單獨行動的鼬找到了兜。與途中相遇的弟弟佐助一起戰鬥，穢土轉生解除成功讓各戰線的穢土轉生死者回歸極樂世界。但是只有斑透過解除通靈契約從而避免穢土轉生解除後與戴面具的男子也就是宇智波帶人會合。聯軍到達後戰線全聚集在一處。
第二天晚上的戰鬥更加激烈，十尾的力量讓聯軍的戰死人數不斷增加，聯軍總部更遭到尾獸玉的直撃而毀滅。由第4部隊長代行的奈良鹿丸繼續指揮聯軍，由大蛇丸召喚的穢土轉生出來的4名歷代火影與佐助率領小隊「鷹」和聯軍會合。在無限月讀的成功與否的關鍵激戰之中，最終藉由輪迴天生復活的斑成為十尾的祭品之力後成功發動無限月讀，聯軍陷入了幻術而失去戰鬥能力。
但是之後斑被其部下黑絕背叛導致大筒木輝夜復活而讓事態急轉直下。在異空間的最後戰鬥，被授予六道之力的鳴人與佐助成功封印輝夜，失去尾獸的斑死亡。穢土轉生的歷代火影被六道仙人也就是大筒木羽衣解除而回歸極樂世界。
最後鳴人與左助的戰鬥結束後兩人解除了無限月讀讓大戰結束了。之後佐助因為在大戰的功績受到認可而解除國際通緝令。
忍者聯軍（忍連合軍（しのびれんごうぐん））
第四次忍界大戰時期，由五大國所屬的忍者村與鐵之國的武士組成的聯軍。總兵力大約8萬。總部設置於雲忍者村。部隊参加者穿著自己村子的忍者服裝，全員戴著新製作的刻有「忍」字的護額。
- 總大將 - 「第四代雷影」艾
  - 戰鬥大連隊隊長 - 「第五代風影」我愛羅
    - 第1部隊隊長 - 懶
    - 第2部隊隊長 - 黄土
    - 第3部隊隊長 - 旗木卡卡西
    - 第4部隊隊長 - 我愛羅（部隊長代理 - 奈良鹿丸）
    - 第5部隊隊長 - 三船

  - 先發偵察隊隊長 - 御手洗紅豆
  - 奇襲部隊隊長 - 勘九郎
  - 後方支援医療部隊隊長 - 靜音
  - 情報部隊隊長 - 山中亥一
  - 感知部隊隊長 - 青

## 出版書籍

### 單行本
由於本作大部分的角色姓名沒有漢字對應，所以兩岸三地的譯法有所差異，臺灣譯法以片假名轉換成相對應的漢字為主，香港譯法以意譯為主。
日本
由集英社出版。
臺灣
由東立出版社出版，中文譯為《火影忍者》。譯者為方郁仁。
香港
港澳地區由正文社出版，譯名《狐忍》源於主角身份。譯者為嚴思敏。
部份譯名有別於中國大陸與臺灣版。動畫版方面，銷售版的光碟配音均以漫畫版譯名為準，而《火影忍者疾風傳》銷售版光碟則採臺灣版本翻譯中文字幕。但在香港動漫社區，多採用《火影忍者》這個名稱。
中国大陆
由连环画出版社出版，北京中少动漫製作發行，譯者為梁晓岩，沿用中文地區最通行的《火影忍者》譯名。从第51卷開始，封面的出版社標誌改為“中国美术出版总社连环画出版社”。
2013年1月17日，腾讯动漫與集英社達成協議，獲得電子書版發行權。
2014年7月10日，中国移动和动漫獲得集英社授權，開始發行《火影忍者》全彩版漫畫，是集英社第一次在中國大陸釋出全彩漫畫版權。
2024年11月22日，电子工业出版社宣布取得漫画版授权，并由次元书馆负责制作，预订于2025年出版新版。
| 集數 | 集英社 | 集英社         | 集英社                 | 東立出版社           | 東立出版社     | 東立出版社             | 正文社                 | 正文社         | 正文社                 | 连环画出版社         | 连环画出版社 | 连环画出版社           | 电子工业出版社 | 电子工业出版社 | 电子工业出版社         |
| 集數 | 副標題 | 發售日期       | ISBN                   | 副標題               | 發售日期       | ISBN                   | 副標題                 | 發售日期       | ISBN                   | 副標題               | 發售日期     | ISBN                   | 副標題         | 發售日期       | ISBN                   |
| ---- | ------ | -------------- | ---------------------- | -------------------- | -------------- | ---------------------- | ---------------------- | -------------- | ---------------------- | -------------------- | ------------ | ---------------------- | -------------- | -------------- | ---------------------- |
| 1    |        | 2000年3月3日   | ISBN 978-4-08-872840-7 | 漩渦鳴人             | 2000年12月9日  | ISBN 978-957-731-653-0 | 渦卷鳴門               | 2001年3月8日   | ISBN 979-962-681-515-0 | 旋涡鸣人！           | 2009年1月    | ISBN 978-7-5056-0932-7 | 旋涡鸣人       | 2025年7月      | ISBN 978-7-121-49868-8 |
| 2    |        | 2000年6月2日   | ISBN 978-4-08-872878-0 | 最差勁的委託人       | 2000年12月20日 | ISBN 978-957-731-654-7 | 討厭的委託人           | 2001年3月19日  | ISBN 979-962-681-517-4 | 差劲死了的委托人     | 2009年1月    | ISBN 978-7-5056-0933-4 | 最糟糕的委托人 | 2025年7月      | ISBN 978-7-121-49784-1 |
| 3    |        | 2000年8月4日   | ISBN 978-4-08-872898-8 | 爲了夢想…！          | 2001年2月20日  | ISBN 978-957-731-655-4 | 為了夢想…！！          | 2001年4月2日   | ISBN 979-962-681-531-0 | 为了梦想……           | 2009年1月    | ISBN 978-7-5056-0934-1 | 为了梦想……!!   | 2025年7月      | ISBN 978-7-121-49867-1 |
| 4    |        | 2000年10月4日  | ISBN 978-4-08-873026-4 | 英雄的橋！           | 2001年5月14日  | ISBN 978-957-699-080-9 | 英雄橋！！             | 2001年4月12日  | ISBN 979-962-681-533-4 | 英雄的桥！           | 2009年1月    | ISBN 978-7-5056-0935-8 | 英雄之桥!!     | 2025年7月      | ISBN 978-7-121-49866-4 |
| 5    |        | 2000年12月4日  | ISBN 978-4-08-873050-9 | 挑戰者們！           | 2001年6月26日  | ISBN 978-957-699-081-6 | 挑戰者們！！           | 2001年4月26日  | ISBN 979-962-681-537-2 | 挑战者们！           | 2009年1月    | ISBN 978-7-5056-0936-5 |                |                | ISBN 978-7-121-50997-1 |
| 6    |        | 2001年3月2日   | ISBN 978-4-08-873089-9 | 小櫻的決心！         | 2001年7月19日  | ISBN 978-957-699-082-3 | 櫻的決心！！           | 2001年5月11日  | ISBN 978-962-681-541-0 | 小樱的决心！         | 2009年1月    | ISBN 978-7-5056-0937-2 |                |                | ISBN 978-7-121-51001-4 |
| 7    |        | 2001年5月1日   | ISBN 978-4-08-873113-1 | 該走的路…！          | 2001年9月29日  | ISBN 978-957-699-652-8 | 前進的路…！            | 2001年7月11日  | ISBN 978-962-681-555-7 | 该走的路             | 2009年1月    | ISBN 978-7-5056-0938-9 |                |                | ISBN 978-7-121-51013-7 |
| 8    |        | 2001年8月3日   | ISBN 978-4-08-873147-6 | 拼死命地戰鬥！       | 2001年10月25日 | ISBN 978-957-699-653-5 | 拼命之戰！             | 2001年10月29日 | ISBN 978-962-681-586-1 | 豁出命去战斗！       | 2009年1月    | ISBN 978-7-5056-0939-6 |                |                | ISBN 978-7-121-51014-4 |
| 9    |        | 2001年10月4日  | ISBN 978-4-08-873174-2 | 寧次與雛田           | 2001年12月1日  | ISBN 978-957-699-997-0 | 螺旋與雛田             | 2002年1月8日   | ISBN 978-962-681-617-2 | 宁次和雏田           | 2009年1月    | ISBN 978-7-5056-0940-2 |                |                | ISBN 978-7-121-51022-9 |
| 10   |        | 2001年12月4日  | ISBN 978-4-08-873197-1 | 偉大的忍者…！        | 2002年3月27日  | ISBN 978-986-11-0112-5 | 出色的忍者！！         | 2002年2月20日  | ISBN 978-962-681-629-5 | 了不起的忍者……       | 2009年1月    | ISBN 978-7-5056-0941-9 |                |                | ISBN 978-7-121-51023-6 |
| 11   |        | 2002年3月4日   | ISBN 978-4-08-873236-7 | 志願成為徒弟？       | 2002年6月5日   | ISBN 978-986-11-0257-3 | 拜師學藝？             | 2002年5月23日  | ISBN 978-962-681-658-5 | 自愿成为徒弟？       | 2009年1月    | ISBN 978-7-5056-0942-6 |                |                |                        |
| 12   |        | 2002年5月1日   | ISBN 978-4-08-873259-6 | 偉大的飛翔！！       | 2002年9月12日  | ISBN 978-986-11-0629-8 | 振翅翱翔！！           | 2002年7月30日  | ISBN 978-962-681-691-2 | 了不起的飞翔！       | 2009年1月    | ISBN 978-7-5056-0943-3 |                |                |                        |
| 13   |        | 2002年8月2日   | ISBN 978-4-08-873298-5 | 中忍考試結束…！      | 2002年10月1日  | ISBN 978-986-11-0777-6 | 中忍考試結束…！        | 2002年10月3日  | ISBN 978-962-681-715-5 | 中忍考试结束！       | 2009年1月    | ISBN 978-7-5056-0947-1 |                |                |                        |
| 14   |        | 2002年11月1日  | ISBN 978-4-08-873341-8 | 火影VS火影！！       | 2002年12月13日 | ISBN 978-986-11-1144-5 | 火影VS火影！！         | 2003年1月3日   | ISBN 978-962-681-741-4 | 火影VS火影           | 2009年1月    | ISBN 978-7-5056-0948-8 |                |                |                        |
| 15   |        | 2002年12月20日 | ISBN 978-4-08-873368-5 | 鳴人忍法帖！！       | 2003年1月24日  | ISBN 978-986-11-1368-5 | 鳴門忍術秘笈！！       | 2003年2月5日   | ISBN 978-962-681-756-8 | 鸣人忍法帖！         | 2009年1月    | ISBN 978-7-5056-0949-5 |                |                |                        |
| 16   |        | 2003年3月4日   | ISBN 978-4-08-873394-4 | 毀滅木葉行動·終結！  | 2003年4月4日   | ISBN 978-986-11-1548-1 | 毀滅木之葉行動結束！！ | 2003年5月17日  | ISBN 978-962-681-772-8 | 毁灭木叶行动终结！   | 2009年1月    | ISBN 978-7-5056-0950-1 |                |                |                        |
| 17   |        | 2003年5月1日   | ISBN 978-4-08-873420-0 | 鼬的能力             | 2003年6月10日  | ISBN 978-986-11-2153-6 | 鼬太知的能力！！       | 2003年6月21日  | ISBN 978-962-681-796-4 | 鼬的能力！           | 2009年1月    | ISBN 978-7-5056-0951-8 |                |                |                        |
| 18   |        | 2003年8月4日   | ISBN 978-4-08-873493-4 | 綱手的決定！         | 2003年9月16日  | ISBN 978-986-11-2632-6 | 綱手的決定！！         | 2003年9月17日  | ISBN 978-962-681-836-7 | 纲手的决定！         | 2009年1月    | ISBN 978-7-5056-0952-5 |                |                |                        |
| 19   |        | 2003年11月4日  | ISBN 978-4-08-873523-8 | 繼承遺志的人         | 2003年11月28日 | ISBN 978-986-11-2952-5 | 繼承人                 | 2003年12月3日  | ISBN 978-962-681-874-9 | 继承遗志的人         | 2009年1月    | ISBN 978-7-5056-0953-2 |                |                |                        |
| 20   |        | 2003年12月19日 | ISBN 978-4-08-873552-8 | 鳴人VS佐助！         | 2004年1月19日  | ISBN 978-986-11-3214-3 | 鳴門VS佐助！！         | 2004年2月11日  | ISBN 978-962-681-892-3 | 鸣人VS佐助！         | 2009年1月    | ISBN 978-7-5056-0954-9 |                |                |                        |
| 21   |        | 2004年3月4日   | ISBN 978-4-08-873573-3 | 不可原諒！           | 2004年3月26日  | ISBN 978-986-11-3636-3 | 不可饒恕！             | 2004年4月10日  | ISBN 978-962-681-893-0 | 不可饶恕！           | 2009年1月    | ISBN 978-7-5056-0955-6 |                |                |                        |
| 22   |        | 2004年4月30日  | ISBN 978-4-08-873595-5 | 轉生…！！            | 2004年5月21日  | ISBN 978-986-11-3637-0 | 轉生…！！              | 2004年6月8日   | ISBN 978-962-681-894-7 | 转生……               | 2009年1月    | ISBN 978-7-5056-0956-3 |                |                |                        |
| 23   |        | 2004年8月4日   | ISBN 978-4-08-873639-6 | 苦境…！！            | 2004年8月30日  | ISBN 978-986-11-3638-7 | 困境…！！              | 2004年9月7日   | ISBN 978-962-681-949-4 | 困境……               | 2009年1月    | ISBN 978-7-5056-0957-0 |                |                |                        |
| 24   |        | 2004年10月4日  | ISBN 978-4-08-873660-0 | 危機·危機·危機！！   | 2004年11月8日  | ISBN 978-986-11-3639-4 | 危險、危險、危機…！！  | 2004年11月9日  | ISBN 978-962-681-950-0 | 危机！危机！危机！   | 2009年1月    | ISBN 978-7-5056-0958-7 |                |                |                        |
| 25   |        | 2004年12月3日  | ISBN 978-4-08-873679-2 | 兄弟                 | 2005年1月5日   | ISBN 978-986-11-3640-0 | 兄與弟                 | 2005年1月18日  | ISBN 978-962-681-951-7 | 兄弟                 | 2009年2月    | ISBN 978-7-5056-0960-0 |                |                |                        |
| 26   |        | 2005年2月4日   | ISBN 978-4-08-873770-6 | 離別之日…！！        | 2005年3月16日  | ISBN 978-986-11-6240-9 | 離別之日…！！          | 2005年3月17日  | ISBN 978-988-210-041-1 | 离别之日……           | 2009年2月    | ISBN 978-7-5056-0961-7 |                |                |                        |
| 27   |        | 2005年4月4日   | ISBN 978-4-08-873791-1 | 踏上旅途的日子！！   | 2005年5月4日   | ISBN 978-986-11-6241-6 | 起程之日！！           | 2005年5月13日  | ISBN 978-988-210-042-8 | 开启旅程之日！       | 2009年2月    | ISBN 978-7-5056-0962-4 |                |                |                        |
| 28   |        | 2005年6月3日   | ISBN 978-4-08-873828-4 | 鳴人的歸鄉！！       | 2005年7月6日   | ISBN 978-986-11-7032-9 | 鳴門回鄉！！           | 2005年7月11日  | ISBN 978-988-210-043-5 | 鸣人归来！           | 2009年2月    | ISBN 978-7-5056-0963-1 |                |                |                        |
| 29   |        | 2005年8月4日   | ISBN 978-4-08-873849-9 | 卡卡西VS鼬！！       | 2005年9月8日   | ISBN 978-986-11-7178-4 | 畑鹿驚VS鼬太知！！     | 2005年9月15日  | ISBN 978-988-210-192-0 | 卡卡西VS鼬！         | 2009年2月    | ISBN 978-7-5056-0964-8 |                |                |                        |
| 30   |        | 2005年11月4日  | ISBN 978-4-08-873881-9 | 千代奶奶與小櫻       | 2005年11月30日 | ISBN 978-986-11-7342-9 | 千代婆婆與阿櫻         | 2005年12月12日 | ISBN 978-988-210-193-7 | 千代奶奶和小樱       | 2009年2月    | ISBN 978-7-5056-0965-5 |                |                |                        |
| 31   |        | 2005年12月26日 | ISBN 978-4-08-874002-7 | 被託付的想法！！     | 2006年1月25日  | ISBN 978-986-11-7860-8 | 遺願！！               | 2006年1月26日  | ISBN 978-988-210-194-4 | 被托付的想法！       | 2009年3月    | ISBN 978-7-5056-0966-2 |                |                |                        |
| 32   |        | 2006年4月4日   | ISBN 978-4-08-874039-3 | 通往佐助的路！！     | 2006年4月27日  | ISBN 978-986-11-7861-5 | 尋找佐助的道路！！     | 2006年5月11日  | ISBN 978-988-210-195-1 | 通往佐助之路！       | 2009年3月    | ISBN 978-7-5056-0967-9 |                |                |                        |
| 33   |        | 2006年6月2日   | ISBN 978-4-08-874108-6 | 秘密任務…！！        | 2006年7月27日  | ISBN 978-986-11-8639-9 | 極密任務…！！          | 2006年7月29日  | ISBN 978-988-210-355-9 | 秘密任务！           | 2009年3月    | ISBN 978-7-5056-0968-6 |                |                |                        |
| 34   |        | 2006年8月4日   | ISBN 978-4-08-874138-3 | 重逢之時…！！        | 2006年9月12日  | ISBN 978-986-11-8640-5 | 重逢的一刻…！！        | 2006年9月16日  | ISBN 978-988-210-356-6 | 重逢之时！           | 2009年3月    | ISBN 978-7-5056-0969-3 |                |                |                        |
| 35   |        | 2006年11月2日  | ISBN 978-4-08-874273-1 | 新的二人組！！       | 2006年12月7日  | ISBN 978-986-11-8922-2 | 新的二人組！！         | 2006年12月11日 | ISBN 978-988-210-357-3 | 新的二人组！         | 2009年3月    | ISBN 978-7-5056-0970-9 |                |                |                        |
| 36   |        | 2006年12月27日 | ISBN 978-4-08-874288-5 | 第十班               | 2007年1月22日  | ISBN 978-986-11-8923-9 | 第十班                 | 2007年1月25日  | ISBN 978-988-210-358-0 | 第十班               | 2009年3月    | ISBN 978-7-5056-0971-6 |                |                |                        |
| 37   |        | 2007年4月4日   | ISBN 978-4-08-874338-7 | 鹿丸的戰鬥！！       | 2007年5月22日  | ISBN 978-986-11-9457-8 | 鹿丸之戰！！           | 2007年5月18日  | ISBN 978-988-210-476-1 | 鹿丸的战斗！         | 2009年4月    | ISBN 978-7-5056-0976-1 |                |                |                        |
| 38   |        | 2007年6月4日   | ISBN 978-4-08-874364-6 | 修行的成果…！！      | 2007年7月12日  | ISBN 978-986-11-9458-5 | 修練的成果…！！        | 2007年7月1日   | ISBN 978-988-210-477-8 | 修炼的成果……         | 2009年4月    | ISBN 978-7-5056-0977-8 |                |                |                        |
| 39   |        | 2007年8月3日   | ISBN 978-4-08-874397-4 | 開始行動的人們       | 2007年9月11日  | ISBN 978-986-10-0293-4 | 各方展開行動           | 2007年9月8日   | ISBN 978-988-210-478-5 | 展开行动的人们       | 2009年4月    | ISBN 978-7-5056-0978-5 |                |                |                        |
| 40   |        | 2007年11月2日  | ISBN 978-4-08-874432-2 | 終極藝術！！         | 2007年12月12日 | ISBN 978-986-10-0294-1 | 究極藝術！！           | 2007年12月1日  | ISBN 978-988-210-479-2 | 终极艺术！           | 2009年4月    | ISBN 978-7-5056-0979-2 |                |                |                        |
| 41   |        | 2008年2月4日   | ISBN 978-4-08-874472-8 | 自來也的選擇！！     | 2008年4月8日   | ISBN 978-986-10-0997-1 | 自來也的抉擇！！       | 2008年4月14日  | ISBN 978-988-210-619-2 | 自来也的选择！       | 2009年4月    | ISBN 978-7-5056-0991-4 |                |                |                        |
| 42   |        | 2008年5月2日   | ISBN 978-4-08-874512-1 | 萬花筒的秘密…！！    | 2008年6月27日  | ISBN 978-986-10-0998-8 | 萬華鏡的秘密…！！      | 2008年6月27日  | ISBN 978-988-210-646-8 | 万花筒的秘密……       | 2009年4月    | ISBN 978-7-5056-0988-4 |                |                |                        |
| 43   |        | 2008年8月4日   | ISBN 978-4-08-874552-7 | 知道真相的人         | 2008年10月27日 | ISBN 978-986-10-1890-4 | 知道真相的人           | 2008年10月21日 | ISBN 978-988-210-689-5 | 了解真相的人         | 2009年4月    | ISBN 978-7-5056-0989-1 |                |                |                        |
| 44   |        | 2008年11月4日  | ISBN 978-4-08-874589-3 | 仙術傳承…！！        | 2008年12月12日 | ISBN 978-986-10-2430-1 | 傳授仙術…！！          | 2008年12月17日 | ISBN 978-988-210-709-0 | 仙术传承……           | 2009年4月    | ISBN 978-7-5056-0990-7 |                |                |                        |
| 45   |        | 2009年2月4日   | ISBN 978-4-08-874627-2 | 戰場、木葉忍者村！！ | 2009年3月23日  | ISBN 978-986-10-2834-7 | 戰場、木之葉！！       | 2009年1月      | ISBN 978-988-8297-79-5 | 战场、木叶！         | 2009年6月    | ISBN 978-7-5056-0847-4 |                |                |                        |
| 46   |        | 2009年5月1日   | ISBN 978-4-08-874663-0 | 鳴人歸還！！         | 2009年6月12日  | ISBN 978-986-10-3350-1 | 鳴門歸來！！           | 2009年6月16日  | ISBN 978-988-210-775-5 | 鸣人归乡！           | 2009年6月    | ISBN 978-7-5056-0830-6 |                |                |                        |
| 47   |        | 2009年8月4日   | ISBN 978-4-08-874711-8 | 封印破壞！！         | 2009年9月15日  | ISBN 978-986-10-3751-6 | 封印破壞！！           | 2009年9月11日  | ISBN 978-988-210-815-8 | 封印破坏！           | 2009年9月    | ISBN 978-7-5056-1029-3 |                |                |                        |
| 48   |        | 2009年11月4日  | ISBN 978-4-08-874748-4 | 歡呼的村子！！       | 2009年12月18日 | ISBN 978-986-10-4310-4 | 歡呼的忍村！！         | 2009年12月16日 | ISBN 978-988-210-845-5 | 欢呼的村子！         | 2010年1月    | ISBN 978-7-5056-1100-9 |                |                |                        |
| 49   |        | 2010年1月4日   | ISBN 978-4-08-874784-2 | 五影會談、開幕…！！  | 2010年2月11日  | ISBN 978-986-10-4826-0 | 五影會談揭幕…！！      | 2010年2月5日   | ISBN 978-988-210-873-8 | 五影会谈，开幕！     | 2010年4月    | ISBN 978-7-5056-1181-8 |                |                |                        |
| 50   |        | 2010年3月4日   | ISBN 978-4-08-870011-3 | 水牢裡的死戰！！     | 2010年4月22日  | ISBN 978-986-10-5398-1 | 水牢中的生死鬥！！     | 2010年3月30日  | ISBN 978-988-210-912-4 | 水牢中的死斗！       | 2010年5月    | ISBN 978-7-5056-1243-3 |                |                |                        |
| 51   |        | 2010年4月30日  | ISBN 978-4-08-870033-5 | 佐助VS段藏…！！      | 2010年6月15日  | ISBN 978-986-10-5542-8 | 佐助VS檀助…！！        | 2010年6月10日  | ISBN 978-988-210-957-5 | 佐助VS段藏！         | 2010年6月    | ISBN 978-7-5056-1265-5 |                |                |                        |
| 52   |        | 2010年8月4日   | ISBN 978-4-08-870084-7 | 每個人的第七班！！   | 2010年9月15日  | ISBN 978-986-10-6183-2 | 各人心中的第七班！！   | 2010年9月3日   | ISBN 978-988-8068-24-1 | 每个人心中的第七班！ | 2010年11月   | ISBN 978-7-5056-1377-5 |                |                |                        |
| 53   |        | 2010年11月4日  | ISBN 978-4-08-870126-4 | 鳴人的出生           | 2010年12月10日 | ISBN 978-986-10-6703-2 | 鳴門的出生             | 2010年12月9日  | ISBN 978-988-8068-81-4 | 鸣人出生             | 2011年3月    | ISBN 978-7-5056-1466-6 |                |                |                        |
| 54   |        | 2010年12月29日 | ISBN 978-4-08-870143-1 | 邁向和平的橋樑       | 2011年2月22日  | ISBN 978-986-10-6890-9 | 通向和平的橋樑         | 2011年2月2日   | ISBN 978-988-8069-18-7 | 通往和平之桥         | 2011年3月    | ISBN 978-7-5056-1465-9 |                |                |                        |
| 55   |        | 2011年4月21日  | ISBN 978-4-08-870185-1 | 大戰開戰！           | 2011年6月3日   | ISBN 978-986-10-7685-0 | 大戰開始！             | 2011年5月30日  | ISBN 978-988-8069-77-4 | 大战，开战！         | 2011年7月    | ISBN 978-7-5056-1705-6 |                |                |                        |
| 56   |        | 2011年6月3日   | ISBN 978-4-08-870218-6 | 阿斯瑪班重逢！       | 2011年7月18日  | ISBN 978-986-10-7999-8 | 明日間班重逢！         | 2011年7月6日   | ISBN 978-988-8070-11-4 | 重聚，阿斯玛班！     | 2011年7月    | ISBN 978-7-5056-1706-3 |                |                |                        |
| 57   |        | 2011年8月4日   | ISBN 978-4-08-870271-1 | 鳴人前往戰場…！      | 2011年9月19日  | ISBN 978-986-10-8332-2 | 鳴門奔赴戰場…！！      | 2011年9月1日   | ISBN 978-988-8070-39-8 | 鸣人的战场！         | 2011年11月   | ISBN 978-7-5056-1900-5 |                |                |                        |
| 58   |        | 2011年11月4日  | ISBN 978-4-08-870302-2 | 鳴人VS鼬！！         | 2011年12月16日 | ISBN 978-986-10-8947-8 | 鳴門VS鼬太知！！       | 2011年12月1日  | ISBN 978-988-8070-80-0 | 鸣人VS鼬！           | 2011年12月   | ISBN 978-7-5056-1997-5 |                |                |                        |
| 59   |        | 2012年2月3日   | ISBN 978-4-08-870368-8 | 五影集結…！！        | 2012年3月22日  | ISBN 978-986-10-9559-2 | 五影集結…！！          | 2012年2月3日   | ISBN 978-988-8152-13-1 | 五影集结……           | 2012年3月    | ISBN 978-7-5056-2117-6 |                |                |                        |
| 60   |        | 2012年5月2日   | ISBN 978-4-08-870417-3 | 九喇嘛！！           | 2012年7月2日   | ISBN 978-986-31-7071-6 | 九喇嘛！！             | 2012年6月8日   | ISBN 978-988-8152-56-8 | 九摩诃！             | 2012年7月    | ISBN 978-7-5056-2185-5 |                |                |                        |
| 61   |        | 2012年7月27日  | ISBN 978-4-08-870477-7 | 兄弟聯手！！         | 2012年9月14日  | ISBN 978-986-317-501-8 | 兄弟並肩！！           | 2012年8月31日  | ISBN 978-988-8152-98-8 | 兄弟联手作战！       | 2012年10月   | ISBN 978-7-5056-2280-7 |                |                |                        |
| 62   |        | 2012年10月4日  | ISBN 978-4-08-870515-6 | 裂痕                 | 2012年11月12日 | ISBN 978-986-324-121-6 | 裂痕                   | 2012年11月12日 | ISBN 978-988-8153-23-7 | 裂痕                 | 2012年11月   | ISBN 978-7-5056-2313-2 |                |                |                        |
| 63   |        | 2012年12月28日 | ISBN 978-4-08-870550-7 | 夢的世界             | 2013年2月7日   | ISBN 978-986-324-575-9 | 夢的世界               | 2013年2月4日   | ISBN 978-988-8153-51-0 | 梦境世界             | 2013年4月    | ISBN 978-7-5056-2439-9 |                |                |                        |
| 64   |        | 2013年4月4日   | ISBN 978-4-08-870628-3 | 十尾                 | 2013年5月2日   | ISBN 978-986-332-485-0 | 十尾                   | 2013年5月10日  | ISBN 978-988-8153-75-6 | 十尾                 | 2013年6月    | ISBN 978-7-5056-2518-1 |                |                |                        |
| 65   |        | 2013年7月4日   | ISBN 978-4-08-870661-0 | 柱間與斑             | 2013年8月9日   | ISBN 978-986-337-107-6 | 柱間與摩駄羅           | 2013年7月30日  | ISBN 978-988-8154-15-9 | 柱间与斑             | 2013年12月   | ISBN 978-7-5056-2667-6 |                |                |                        |
| 66   |        | 2013年9月4日   | ISBN 978-4-08-870801-0 | 新的三足鼎立         | 2013年10月9日  | ISBN 978-986-337-363-6 | 新三竦                 | 2013年10月4日  | ISBN 978-988-8154-31-9 | 新的三竦             | 2013年12月   | ISBN 978-7-5056-2668-3 |                |                |                        |
| 67   |        | 2013年12月4日  | ISBN 978-4-08-870849-2 | 突破口               | 2014年1月16日  | ISBN 978-986-348-014-3 | 突破口                 | 2014年1月7日   | ISBN 978-988-8154-56-2 | 突破口               | 2014年4月    | ISBN 978-7-5056-2750-5 |                |                |                        |
| 68   |        | 2014年3月4日   | ISBN 978-4-08-880023-3 | 軌跡                 | 2014年4月11日  | ISBN 978-986-348-671-8 | 轍                     | 2014年4月11日  | ISBN 978-988-8154-82-1 | 轨迹                 | 2014年7月    | ISBN 978-7-5056-2815-1 |                |                |                        |
| 69   |        | 2014年5月2日   | ISBN 978-4-08-880054-7 | 紅色春天的開始       | 2014年6月11日  | ISBN 978-986-365-145-1 | 紅色春天的開始         | 2014年6月6日   | ISBN 978-988-8154-95-1 | 绯红春天之始         | 2014年8月    | ISBN 978-7-5056-2840-3 |                |                |                        |
| 70   |        | 2014年8月4日   | ISBN 978-4-08-880151-3 | 鳴人與六道仙人…！！  | 2014年9月15日  | ISBN 978-986-365-702-6 | 鳴門與六道仙人…！！    | 2014年9月13日  | ISBN 978-988-8296-28-6 | 鸣人与六道仙人！     | 2014年12月   | ISBN 978-7-5056-2910-3 |                |                |                        |
| 71   |        | 2014年11月4日  | ISBN 978-4-08-880208-4 | 非常喜歡             | 2014年12月8日  | ISBN 978-986-382-364-3 | 我很喜歡               | 2014年12月8日  | ISBN 978-988-8296-51-4 | 我最喜欢了           | 2015年4月    | ISBN 978-7-5056-3011-6 |                |                |                        |
| 72   |        | 2015年2月4日   | ISBN 978-4-08-880220-6 | 漩渦鳴人！！         | 2015年3月25日  | ISBN 978-986-382-865-5 | 渦卷鳴門！！           | 2015年2月4日   | ISBN 978-988-8296-61-3 | 旋涡鸣人             | 2015年8月    | ISBN 978-7-5056-3109-0 |                |                |                        |

### 公式集
| 集數 | 集英社 | 集英社        | 集英社                 | 東立出版社                           | 東立出版社    | 東立出版社             | 正文社                     | 正文社        | 正文社                 |
| 集數 | 副標題 | 發售日期      | ISBN                   | 副標題                               | 發售日期      | ISBN                   | 副標題                     | 發售日期      | ISBN                   |
| ---- | ------ | ------------- | ---------------------- | ------------------------------------ | ------------- | ---------------------- | -------------------------- | ------------- | ---------------------- |
| 1    |        | 2002年7月4日  | ISBN 978-4-08-873288-6 | 火影忍者角色設定公式集 秘傳‧臨之書   | 2004年5月24日 | ISBN 986-11-1631-1     | NARUTO-狐忍- 秘傳‧臨之書   |               |                        |
| 2    |        | 2002年10月4日 | ISBN 978-4-08-873321-0 | 火影忍者公式漫迷手冊 秘傳‧兵之書     | 2005年8月12日 | ISBN 986-11-4962-7     | NARUTO-狐忍- 秘傳‧兵之書   |               |                        |
| 3    |        | 2005年4月4日  | ISBN 978-4-08-873734-8 | 火影忍者角色設定公式集 秘傳‧鬪之書   | 2006年6月29日 | ISBN 986-11-8309-4     | NARUTO-狐忍- 秘傳‧鬥之書   | 2007年7月1日  | ISBN 978-988-2101-86-9 |
| 4    |        | 2008年9月4日  | ISBN 978-4-08-874247-2 | 火影忍者角色設定公式集 秘傳‧者之書   | 2009年8月13日 | ISBN 978-986-10-3849-0 | NARUTO{}-–狐忍–秘傳‧者之書 | 2012年5月11日 | ISBN 978-988-2108-50-9 |
| 5    |        | 2009年12月4日 | ISBN 978-4-08-874834-4 | 火影忍者公式豪華愛好者集 秘傳‧皆之書 |               |                        |                            |               |                        |
| 6    |        | 2014年11月4日 | ISBN 978-4-08-880263-3 | 火影忍者角色設定公式集 秘傳‧陣之書   | 2015年2月10日 | ISBN 978-986-382-631-6 |                            |               |                        |
| 7    |        | 2014年11月6日 |                        | 火影忍者公式電影集 秘傳‧列之書       |               |                        |                            |               |                        |
| 8    |        | 2015年4月25日 |                        | 火影忍者展公式來賓集 新傳‧風之書     |               |                        |                            |               |                        |
| 9    |        | 2015年4月25日 |                        | 火影忍者展豪華愛好者集 新傳‧雷之書   |               |                        |                            |               |                        |
| 10   |        | 2015年8月7日  |                        | 火影忍者公式電影集 秘傳‧在之書       |               |                        |                            |               |                        |

### 畫集
| 集數 | 集英社 | 集英社       | 集英社                 | 東立出版社                    | 東立出版社    | 東立出版社             |
| 集數 | 副標題 | 發售日期     | ISBN                   | 副標題                        | 發售日期      | ISBN                   |
| ---- | ------ | ------------ | ---------------------- | ----------------------------- | ------------- | ---------------------- |
| 1    |        | 2004年7月2日 | ISBN 978-4-08-873706-5 | 火影忍者 岸本齊史畫集UZUMAKI  | 2009年8月11日 | ISBN 978-986-10-3850-6 |
| 2    |        | 2008年4月4日 | ISBN 978-4-08-782168-0 | PAINT JUMP Art of 火影忍者    |               |                        |
| 3    |        | 2009年7月8日 | ISBN 978-4-08-874823-8 | 火影忍者插畫集 NARUTO         | 2010年8月2日  | ISBN 978-986-11-9676-3 |
| 4    |        | 2009年8月4日 | ISBN 978-4-08-874825-2 | 火影忍者 十年百忍             | 2011年8月13日 | ISBN 978-986-10-7957-8 |
| 5    |        | 2015年2月4日 | ISBN 978-4-08-880384-5 | 火影忍者插畫集 UZUMAKI NARUTO | 2015年7月28日 | ISBN 978-986-431-505-5 |

### 名言集
| 集數 | 集英社 | 集英社        | 集英社                 | 東立出版社               | 東立出版社     | 東立出版社             |
| 集數 | 副標題 | 發售日期      | ISBN                   | 副標題                   | 發售日期       | ISBN                   |
| ---- | ------ | ------------- | ---------------------- | ------------------------ | -------------- | ---------------------- |
| 1    |        | 2013年3月15日 | ISBN 978-4-08-720681-4 | 火影忍者名言集 絆 天之卷 | 2013年12月27日 | ISBN 978-986-337-166-3 |
| 2    |        | 2013年3月15日 | ISBN 978-4-08-720682-1 | 火影忍者名言集 絆 地之卷 | 2014年1月27日  | ISBN 978-986-337-167-0 |

## 跨媒體製作

### 漫畫
Naruto was published in Shueisha's magazine, Weekly Shōnen Jump from September 21, 1999 to November 10, 2014. The manga was also published in tankōbon (book) form in Japan and other countries, releasing 72 volumes—27 for Part I, and the rest for Part II. The first 238 chapters are Part I and constitute the first section of the Naruto storyline. Chapters 239 to 244 include a gaiden (side-story) focusing on Kakashi Hatake's background. The remaining chapters (245 to 700) belong to Part II, which continues the story after a 2+1⁄2-year gap in the internal timeline.  The first tankōbon was released on March 3, 2000. Shueisha have also released several ani-manga tankōbon, each based on one of the Naruto movies, and has released the series in Japanese for cell-phone download on their website Shueisha Manga Capsule. A miniseries titled Naruto: The Seventh Hokage and the Scarlet Spring, centered on the main characters' children, began serialization in the Japanese and English editions of Weekly Shōnen Jump on April 27, 2015, and ended after ten chapters on July 6, 2015.
Naruto was scanlated (translated by fans) and available online before a licensed version was released in North America;  the rights were acquired by Viz Media, who began serializing Naruto in their anthology comic magazine Shonen Jump, starting with the January 2003 issue.  The schedule was accelerated at the end of 2007 to catch up with the Japanese version, and again in early 2009, with 11 volumes (from 34 to 44) appearing in three months, after which it returned to a quarterly schedule. All 27 volumes of Part I were released in a boxed set on November 13, 2007. On May 3, 2011, Viz started selling the manga in an omnibus format with each book containing three volumes.
The franchise has been licensed in 90 countries, and the manga serialized in 35 countries.Madman Entertainment began publishing Naruto volumes in Australia and New Zealand in March 2008 after reaching a distribution deal with Viz Media. Carlsen Comics has licensed the series, through its regional divisions, and released the series in German and Danish. The series is also licensed for regional language releases in French and Dutch by Kana, in Polish by Japonica Polonica Fantastica, in Russian by Comix-ART, in Finnish by Sangatsu Manga, in Swedish by Bonnier Carlsen, and Italian by Panini Comics.

### 動畫

##### 火影忍者
由伊達勇登導演、Studio Pierrot和東京電視台製作的火影忍者動畫於2002年10月3日在日本首播，並在播出220集後於2007年2月8日完結。其中135集改編自漫畫第一部分；剩下85集為動畫原創劇情。當漫畫改編成動畫系列時，西尾鐵也也是火影忍者的角色設計師；岸本齊史曾要求西尾鐵也擔任這個職位。從 2009 年4月29日開始，最初的火影忍者動畫開始在週三和週四重播（直到2009年9月的第四週改為僅週三）。該系列的劇集已在VHS和DVD上發行，並收集盒裝形式。
VIZ Media授權動畫系列在區域1市場播放和發行。該動畫的英文配音於2005年9月10日開始播出，並於2009年1月31日結束，共有209集在美國Cartoon Network的Toonami播出。這些劇集還在讀賣電視台的 Bionix（加拿大）、Jetix（英國）和SABC 2（南非）的節目上播出，並於 2006 年 3 月 28 日以 DVD 形式發行。2017年8月25日，Starz宣布他們將從 2017年9月1日開始為其隨選視訊服務提供該系列劇集。未刪減版以DVD套裝形式發行，每套包含12-15集，並根據故事情節有些微調整。在美國播出中，有時會對酒精、日本文化、性暗示以及血腥和死亡橋段進行審查，但仍保留在DVD版本中。被審查的場景之一是鳴人和佐助的意外接吻，符合刪除暗示同性戀關係內容的長期趨勢。其它頻道剪掉了更多內容，例如Jetix刪除了帶有血腥、不雅語言和吸煙的場景。該系列還授權給 Hulu、Joost和Crunchyroll的許可，讓它們在網路上播出，並附有原始日文配音及英文字幕。2017年6月1日，宣布原版火影忍者電視動畫系列的HD重製版將於6月24日在日本電視上首播，從該劇的第一集開始。2023年四月火影忍者官方宣布将制作火影忍者动画20周年纪念作品原定于2023年9月3日播出之后在2023年8月29日宣布延期。

##### 火影忍者疾風傳
《火影忍者疾風傳》由Studio Pierrot開發，伊達勇登導演，是原《火影忍者》動畫的續集，對應漫畫的第二部分。於2007年2月15日在東京電視台首播，並於2017年3月23日結束。2009 年1月8日，東京電視台開始通過串流媒體向每月訂閱者播放新劇集；每集在日語版本發行後的一小時內都可以在線上觀看，並提供英文字幕。
VIZ Media於2009年1月2日開始在其系列網站上播放英文字幕劇集，包括已發行的劇集及來自日本的新劇集。在美國，《火影忍者疾風傳》的英文配音從2009年10月28日起每週在迪士尼XD上播出，直到2011年11月5日第98集。第99至338集在網路電視Neon Alley上首播，直到2016年5月4日關閉。該動畫從2014年1月5日起在Adult Swim的Toonami開始每週播出。
該系列在日本以區域2DVD發行，每片光碟有四到五集；DVD發行四個系列，並按故事情節劃分。第七部《火影忍者疾風傳》合輯 DVD 中包含了OVA《疾風！木葉學園傳》。《卡卡西外傳～戰場上的少年時代～》於2009年12月16日發布，故事圍繞著旗木卡卡西的童年展開。
該系列的第一張北美DVD於2009年9月29日發行。從2010年1月26日的第一季開始，後續劇集作為DVD盒裝的一部分發行。在英國，該系列由Manga Entertainment授權，於2010年6月14日發行了第一部DVD。

#### 原創動畫錄影帶
| 順序 | 片名                                                         | 公開日期       | 備註      |
| ---- | ------------------------------------------------------------ | -------------- | --------- |
| 1    | 火影忍者：尋找紅色四葉草                                     | 2003年12月22日 |           |
| 2    | 火影忍者：隱蔽瀑布處的戰鬥，我是英雄                         | 2004年12月21日 | [ 注 9 ]  |
| 3    | 火影忍者：木葉大運動會                                       | 2004年8月21日  | [ 注 10 ] |
| 4    | 火影忍者：終於到來的決戰！上忍對下忍！！無差別混戰大會開幕！ | 2005年12月22日 | [ 注 11 ] |
| 5    | 疾風！木葉學園傳                                             | 2008年2月6日   | [ 注 12 ] |
| 6    | 火影忍者：THE CROSS ROADS                                    | 2009年10月12日 | [ 注 13 ] |
| 7    | 火影忍者微風傳：魔神、鳴人與三個願望                         | 2010年7月31日  | [ 注 14 ] |
| 8    | 火影忍者×UT                                                  | 2011年1月1日   |           |
| 9    | 炎之中忍考試！鳴人VS木葉丸！！                               | 2011年7月30日  | [ 注 15 ] |
| 10   | 火影忍者疾風傳：終極風暴世代OVA 千手柱間vs宇智波斑           | 2012年2月23日  |           |
| 11   | 火影忍者疾風傳：Sunny Side Battle！                          | 2014年9月11日  |           |
| 12   | 鳴人成為火影的日子                                           | 2016年7月6日   |           |

#### 動畫電影
本作已改編為11部電影；前三部對應動畫第一部《火影忍者》，後八部對應動畫第二部《火影忍者疾風傳》。
| 順序 | 片名                                         | 上映日期                     | 票房       |
| ---- | -------------------------------------------- | ---------------------------- | ---------- |
| 1    | 火影忍者劇場版：大活劇！雪姬忍法帖！！       | 2004年8月21日 2005年5月27日  | 13.7億日圓 |
| 2    | 火影忍者劇場版：大激突！幻之地底遺跡         | 2005年8月6日 2006年2月3日    | 11.8億日圓 |
| 3    | 火影忍者劇場版：大興奮！三日月島上的動物騷亂 | 2006年8月5日 2007年2月2日    | 7.8億日圓  |
| 4    | 火影忍者疾風傳劇場版：鳴人將死               | 2007年8月4日 2008年2月1日    | 12.1億日圓 |
| 5    | 火影忍者疾風傳劇場版：牽絆                   | 2008年8月2日 2009年1月30日   | 11.6億日圓 |
| 6    | 火影忍者疾風傳劇場版：火意志的繼承者         | 2009年8月2日 2010年1月29日   | 10.2億日圓 |
| 7    | 火影忍者疾風傳劇場版：失落之塔               | 2010年7月31日 2010年12月24日 | 10.3億日圓 |
| 8    | 火影忍者劇場版：血獄                         | 2011年7月30日 2011年12月9日  | 8.4億日圓  |
| 9    | 火影忍者劇場版：忍者之路                     | 2012年7月28日 2012年11月16日 | 14.6億日圓 |
| 10   | 火影忍者劇場版：最終章                       | 2014年12月6日 2015年1月16日  | 20.0億日圓 |
| 11   | 火影忍者劇場版：慕留人                       | 2015年8月7日 2016年1月15日   | 26.0億日圓 |

### 音樂
增田俊郎負責火影忍者原聲帶的編曲。火影忍者原聲帶於2003年4月3日發行，包含動畫第一部使用的22首曲目。緊隨其後的是2004年3月18日發行的《火影忍者原聲帶 II》，包括19首曲目。《火影忍者原聲帶 III》於2005年4月27日發行，共23首曲目。涵蓋系列所有片頭片尾主題曲的兩部原聲帶，名為《火影忍者：精選集》和《火影忍者：精選集 II》，分別於2004年11月17日和2006年8月2日發行。該系列的八首曲目被收錄進《搖滾火影 - 最佳配樂合輯樂器版》，於2007年12月19日發行。基於第一部劇情的三部改編電影，原聲帶都在臨近上映時發售。收錄《火影忍者少年篇》主題曲的CD於2011年10月12日發行。
火影忍者疾風傳的原聲帶由高梨康治製作； 它們被命名為《火影忍者疾風傳原聲帶 I》、《II》和《III》，分別於2007、2009和2016年發行。《火影忍者全明星》於2008年發行，包含10首原創歌曲，由該系列角色的聲優演唱。2008年發行DVD裝的《鳴人超級合輯 2006–2008》，中收集了兩部動漫的十個主題曲。火影忍者疾風傳的電影原聲帶亦於2007年發行第一部。該系列的最後一部原聲帶預計於 2017年末發行，由Aniplex針對收錄曲目進行民調。

### 小說
目前26部《火影忍者》輕小說，前九本由日下部匡俊創作，已在日本出版。其中，前兩本已在北美州以英語發行。第一本改編小說《火影忍者：白之童子、血風之鬼人》，是由原作故事初期的波之國篇改編而成，於2002年12月16日在日本出版。第二本小說《火影忍者 隱蔽瀑布處的戰鬥-我是英雄》是由同名OVA所改編而成，2003年12月15日在日本出版。北美洲的Viz Media亦有另外出版由崔西·韋斯特寫作，題為Chapter Books的小說，並附有從漫畫擇錄出來的插圖，這些小說的目標讀者並非《火影忍者》其他系列的青少年而是7-10歲的小孩，系列中首兩本小說於2008年10月7日起發售，截至2014年7月已出版了16本。
在日本出版十三本小說，而對應同名劇場版動畫的小說從2004年8月23日發行的《火影忍者劇場版：大活劇！雪姬忍法帖！！》開始，到目前最新的《火影忍者劇場版：慕留人》一共推出了11本；另外兩本是與該系列無關的獨立小說。第一部獨立小說《火影忍者：超骨氣忍傳》是來自《火影忍者》登場的角色自來也創作的小說。故事講述了一個與《火影忍者》的主角鳴人的同名人物的虛構忍者的冒險經歷。另一部獨立小說《火影忍者：迅雷傳 狼嚎之日》的故事背景是佐助與鼬的戰鬥後不久。
另外在漫畫原作完結後，自2015年2月起，集英社也發行了一系列故事時間軸位於原作第699話到第700話中間十餘年間的補充劇情之秘傳/真傳小說。佐助真傳與由兩部小說組成的鼬真傳均於2015年出版，並於2016年改編成動畫《火影忍者 疾風傳》的劇情。秘傳是2015年出版的6部輕小說系列，描述了原作完結後各個角色的故事。
| 中文標題                                                                    | 原文標題                                                         | 文庫               | 作者         | 出版日期   | ISBN                   | 原作               |
| --------------------------------------------------------------------------- | ---------------------------------------------------------------- | ------------------ | ------------ | ---------- | ---------------------- | ------------------ |
| NARUTO火影忍者 白之童子、血風之鬼人                                         | NARUTO-ナルト- 白の童子、血風の鬼人                              | JUMP j BOOKS       | 日下部 匡俊  | 2002/12/16 | ISBN 4-08-703121-7     | 漫畫               |
| NARUTO火影忍者 白之童子、血風之鬼人                                         | NARUTO-ナルト- 白の童子、血風の鬼人                              | 東立炫小說         | 日下部 匡俊  | 2008/8/7   | ISBN 978-986-102199-7  | 漫畫               |
| NARUTO火影忍者 白之童子、血風之鬼人                                         | NARUTO-ナルト- 白の童子、血風の鬼人                              | 集英社未來文庫     | 日下部 匡俊  | 2011/12/5  | ISBN 978-4-08-321060-0 | 漫畫               |
| 火影忍者 隱蔽瀑布處的死鬥 我是英雄！                                        | NARUTO-ナルト- 滝隠れの死闘 オレが英雄だってばよ！               | JUMP j BOOKS       | 日下部 匡俊  | 2003/12/15 | ISBN 4-08-703135-7     | OVA                |
| 火影忍者 隱蔽瀑布處的死鬥 我是英雄！                                        | NARUTO-ナルト- 滝隠れの死闘 オレが英雄だってばよ！               | 集英社未來文庫     | 日下部 匡俊  | 2012/4/5   | ISBN 978-4-08-321084-6 | OVA                |
| 火影忍者劇場版：大活劇！雪姬忍法帖！！                                      | 劇場版 NARUTO-ナルト- 大活劇！雪姫忍法帖だってばよ！！           | JUMP j BOOKS       | 日下部 匡俊  | 2004/8/23  | ISBN 4-08-703143-8     | 電影               |
| 火影忍者劇場版：大激突！夢幻的地底遺跡                                      | 劇場版 NARUTO-ナルト- 大激突！幻の地底遺跡だってばよ             | JUMP j BOOKS       | 日下部 匡俊  | 2005/8/22  | ISBN 4-08-703158-6     | 電影               |
| 火影忍者劇場版：大興奮！三日月島上的動物騷亂                                | 劇場版 NARUTO-ナルト- 大興奮！みかづき島のアニマル騒動だってばよ | JUMP j BOOKS       | 日下部 匡俊  | 2006/8/7   | ISBN 4-08-703170-5     | 電影               |
| 火影忍者疾風傳劇場版 鳴人將死                                               | 劇場版 NARUTO-ナルト-疾風伝                                      | JUMP j BOOKS       | 日下部 匡俊  | 2007/8/6   | ISBN 978-4-08-703187-4 | 電影               |
| 火影忍者疾風傳劇場版 鳴人將死                                               | 劇場版 NARUTO-ナルト-疾風伝                                      | 東立炫小說         | 日下部 匡俊  | 2011/7/15  | ISBN 978-986-107960-8  | 電影               |
| 火影忍者疾風傳劇場版 絆                                                     | 劇場版 NARUTO-ナルト-疾風伝 絆                                   | JUMP j BOOKS       | 日下部 匡俊  | 2008/8/4   | ISBN 978-4-08-703195-9 | 電影               |
| 火影忍者疾風傳劇場版 絆                                                     | 劇場版 NARUTO-ナルト-疾風伝 絆                                   | 東立炫小說         | 日下部 匡俊  | 2011/8/13  | ISBN 978-986-108074-1  | 電影               |
| 火影忍者疾風傳劇場版 火意志的繼承者                                         | 劇場版 NARUTO-ナルト-疾風伝 火の意志を継ぐ者                     | JUMP j BOOKS       | 日下部 匡俊  | 2009/8/3   | ISBN 978-4-08-703207-9 | 電影               |
| 火影忍者疾風傳劇場版 火意志的繼承者                                         | 劇場版 NARUTO-ナルト-疾風伝 火の意志を継ぐ者                     | 東立炫小說         | 日下部 匡俊  | 2011/10/5  | ISBN 978-986-108451-0  | 電影               |
| 火影忍者疾風傳劇場版 失落之塔                                               | 劇場版 NARUTO-ナルト-疾風伝 ザ・ロストタワー                     | JUMP j BOOKS       | 日下部 匡俊  | 2010/8/2   | ISBN 978-4-08-703228-4 | 電影               |
| 火影忍者疾風傳劇場版 失落之塔                                               | 劇場版 NARUTO-ナルト-疾風伝 ザ・ロストタワー                     | 東立炫小說         | 日下部 匡俊  | 2011/8/25  | ISBN 978-986-108313-1  | 電影               |
| NARUTO火影忍者 超骨氣忍傳                                                   | NARUTO-ナルト- ド根性忍伝                                        | JUMP j BOOKS       | 東山 彰良    | 2010/8/4   | ISBN 978-4-08-703229-1 | 故事內作品         |
| NARUTO火影忍者 超骨氣忍傳                                                   | NARUTO-ナルト- ド根性忍伝                                        | 東立炫小說         | 東山 彰良    | 2012/7/26  | ISBN 978-986-317105-8  | 故事內作品         |
| 火影忍者NARUTO(小說版)鬼燈之城                                              | NARUTO-ナルト- 鬼燈の城 ＜ブラッド・プリズン＞                   | JUMP j BOOKS       | 東山 彰良    | 2011/7/4   | ISBN 978-4-08-703249-9 | 原創，後改編成電影 |
| 火影忍者NARUTO(小說版)鬼燈之城                                              | NARUTO-ナルト- 鬼燈の城 ＜ブラッド・プリズン＞                   | 東立炫小說         | 東山 彰良    | 2012/12/10 | ISBN 978-986-324058-7  | 原創，後改編成電影 |
| 火影忍者NARUTO(小說版)劇場版：忍者之路                                      | ROAD TO NINJA -NARUTO THE MOVIE-                                 | JUMP j BOOKS       | 宮田 由佳    | 2012/7/27  | ISBN 978-4-08-703270-3 | 電影               |
| 火影忍者NARUTO(小說版)劇場版：忍者之路                                      | ROAD TO NINJA -NARUTO THE MOVIE-                                 | 東立炫小說         | 宮田 由佳    | 2012/11/22 | ISBN 978-986-324318-2  | 電影               |
| NARUTO火影忍者 迅雷傳 狼嚎之日                                              | NARUTO-ナルト- 迅雷伝 狼の哭く日                                 | JUMP j BOOKS       | 東山 彰良    | 2012/11/2  | ISBN 978-4-08-703279-6 | 原創               |
| NARUTO火影忍者 迅雷傳 狼嚎之日                                              | NARUTO-ナルト- 迅雷伝 狼の哭く日                                 | 東立炫小說         | 東山 彰良    | 2013/6/12  | ISBN 978-986-332765-3  | 原創               |
| 最終章─火影忍者劇場版 THE LAST－NARUTO THE MOVIE                            | THE LAST -NARUTO THE MOVIE-                                      | JUMP j BOOKS       | 経塚 丸雄    | 2014/12/8  | ISBN 978-4-08-703339-7 | 電影               |
| 最終章─火影忍者劇場版 THE LAST－NARUTO THE MOVIE                            | THE LAST -NARUTO THE MOVIE-                                      | 東立炫小說         | 経塚 丸雄    | 2015/8/27  | ISBN 978-986-431948-0  | 電影               |
| NARUTO火影忍者 卡卡西秘傳 冰天之雷                                          | NARUTO-ナルト- カカシ秘伝 氷天の雷                               | JUMP j BOOKS       | 東山 彰良    | 2015/2/4   | ISBN 978-4-08-703279-6 | 原創               |
| NARUTO火影忍者 卡卡西秘傳 冰天之雷                                          | NARUTO-ナルト- カカシ秘伝 氷天の雷                               | 東立炫小說         | 東山 彰良    | 2016/1/11  | ISBN 978-986-462821-6  | 原創               |
| NARUTO火影忍者 鹿丸秘傳 闇默浮雲 NARUTO火影忍者 鹿丸秘传 沉默黑暗中的浮云   | NARUTO-ナルト- シカマル秘伝 闇の黙に浮かぶ雲                     | JUMP j BOOKS       | 矢野 隆      | 2015/3/4   | ISBN 978-4-08-703279-6 | 原創               |
| NARUTO火影忍者 鹿丸秘傳 闇默浮雲 NARUTO火影忍者 鹿丸秘传 沉默黑暗中的浮云   | NARUTO-ナルト- シカマル秘伝 闇の黙に浮かぶ雲                     | 東立炫小說         | 矢野 隆      | 2016/2/1   | ISBN 978-986-462965-7  | 原創               |
| NARUTO火影忍者 鹿丸秘傳 闇默浮雲 NARUTO火影忍者 鹿丸秘传 沉默黑暗中的浮云   | NARUTO-ナルト- シカマル秘伝 闇の黙に浮かぶ雲                     | 江苏凤凰文艺出版社 | 矢野 隆      | 2016/9     | ISBN 978-7-5399-9586-1 | 原創               |
| NARUTO火影忍者 櫻秘傳 乘著春風的思戀 NARUTO火影忍者 小樱秘传 思念，乘着春风 | NARUTO-ナルト- サクラ秘伝 思恋、春風にのせて                     | JUMP j BOOKS       | 大崎 知仁    | 2015/4/3   | ISBN 978-4-08-703279-6 | 原創               |
| NARUTO火影忍者 櫻秘傳 乘著春風的思戀 NARUTO火影忍者 小樱秘传 思念，乘着春风 | NARUTO-ナルト- サクラ秘伝 思恋、春風にのせて                     | 東立炫小說         | 大崎 知仁    | 2016/3/14  | ISBN 978-986-324-269-7 | 原創               |
| NARUTO火影忍者 櫻秘傳 乘著春風的思戀 NARUTO火影忍者 小樱秘传 思念，乘着春风 | NARUTO-ナルト- サクラ秘伝 思恋、春風にのせて                     | 江苏凤凰文艺出版社 | 大崎 知仁    | 2016/9     | ISBN 978-7-5399-9585-4 | 原創               |
| NARUTO火影忍者 木葉秘傳 良辰吉日 NARUTO火影忍者 木叶秘传 婚礼之日           | NARUTO-ナルト- 木ノ葉秘伝 祝言日和                               | JUMP j BOOKS       | 日向翔       | 2015/5/1   | ISBN 978-4-08-703360-1 | 原創               |
| NARUTO火影忍者 木葉秘傳 良辰吉日 NARUTO火影忍者 木叶秘传 婚礼之日           | NARUTO-ナルト- 木ノ葉秘伝 祝言日和                               | 東立炫小說         | 日向翔       | 2016/4/14  | ISBN 978-986-470-147-6 | 原創               |
| NARUTO火影忍者 木葉秘傳 良辰吉日 NARUTO火影忍者 木叶秘传 婚礼之日           | NARUTO-ナルト- 木ノ葉秘伝 祝言日和                               | 江苏凤凰文艺出版社 | 日向翔       | 2016/10    | ISBN 978-7-5399-9587-8 | 原創               |
| NARUTO火影忍者 我愛羅秘傳 砂塵幻想 NARUTO火影忍者 我爱罗秘传 砂尘幻想       | NARUTO-ナルト- 我愛羅秘伝 砂塵幻想                               | JUMP j BOOKS       | 小太刀 右京  | 2015/6/1   | ISBN 978-4-08-703364-9 | 原創               |
| NARUTO火影忍者 我愛羅秘傳 砂塵幻想 NARUTO火影忍者 我爱罗秘传 砂尘幻想       | NARUTO-ナルト- 我愛羅秘伝 砂塵幻想                               | 東立炫小說         | 小太刀 右京  | 2016/5/6   | ISBN 978-986-470-316-6 | 原創               |
| NARUTO火影忍者 我愛羅秘傳 砂塵幻想 NARUTO火影忍者 我爱罗秘传 砂尘幻想       | NARUTO-ナルト- 我愛羅秘伝 砂塵幻想                               | 江苏凤凰文艺出版社 | 小太刀 右京  | 2016/10    | ISBN 978-7-5399-9584-7 | 原創               |
| NARUTO火影忍者 曉秘傳 滿地綻放的惡之花 NARUTO火影忍者 晓秘传 盛开的恶之花   | NARUTO-ナルト- 暁秘伝 咲き乱れる悪の華                           | JUMP j BOOKS       | 十和田信     | 2015/7/1   | ISBN 978-408-703-367-0 | 原創               |
| NARUTO火影忍者 曉秘傳 滿地綻放的惡之花 NARUTO火影忍者 晓秘传 盛开的恶之花   | NARUTO-ナルト- 暁秘伝 咲き乱れる悪の華                           | 東立炫小說         | 十和田信     | 2016/6/2   | ISBN 978-986-470-429-3 | 原創               |
| NARUTO火影忍者 曉秘傳 滿地綻放的惡之花 NARUTO火影忍者 晓秘传 盛开的恶之花   | NARUTO-ナルト- 暁秘伝 咲き乱れる悪の華                           | 江苏凤凰文艺出版社 | 十和田信     | 2017/1     | ISBN 978-7-5399-9583-0 | 原創               |
| NARUTO火影忍者 超純情忍傳                                                   | NARUTO-ナルト- ド純情忍伝                                        | JUMP j BOOKS       | 東山 彰良    | 2015/8/1   | ISBN 978-408-703-371-7 | 原創               |
| NARUTO火影忍者 超純情忍傳                                                   | NARUTO-ナルト- ド純情忍伝                                        | 東立炫小說         | 東山 彰良    | 2016/7/21  | ISBN 978-986-470-595-5 | 原創               |
| NARUTO火影忍者 鼬真傳 光明篇                                                | NARUTO-ナルト- イタチ真伝 光明篇                                 | JUMP j BOOKS       | 矢野 隆      | 2015/9/1   | ISBN 978-4-08-703375-5 | 原創               |
| NARUTO火影忍者 鼬真傳 光明篇                                                | NARUTO-ナルト- イタチ真伝 光明篇                                 | 東立炫小說         | 矢野 隆      | 2016/8/1   | ISBN 978-986-470-711-9 | 原創               |
| NARUTO火影忍者 鼬真傳 暗夜篇                                                | NARUTO-ナルト- イタチ真伝 暗夜篇                                 | JUMP j BOOKS       | 矢野 隆      | 2015/10/1  | ISBN 978-4-08-703380-9 | 原創               |
| NARUTO火影忍者 鼬真傳 暗夜篇                                                | NARUTO-ナルト- イタチ真伝 暗夜篇                                 | 東立炫小說         | 矢野 隆      | 2016/9/5   | ISBN 978-986-470-915-1 | 原創               |
| NARUTO火影忍者 佐助真傳 來光篇                                              | NARUTO-ナルト- サスケ真伝 来光篇                                 | JUMP j BOOKS       | 十和田 シン  | 2015/11/1  | ISBN 978-4-08-703384-7 | 原創               |
| NARUTO火影忍者 佐助真傳 來光篇                                              | NARUTO-ナルト- サスケ真伝 来光篇                                 | 東立炫小說         | 十和田 シン  | 2016/10/17 | ISBN 978-986-482-097-9 | 原創               |
| NARUTO火影忍者 木葉新傳 湯煙忍法帖                                          | NARUTO-ナルト- 木ノ葉新伝 湯煙忍法帖                             | JUMP j BOOKS       | ひなたしょう | 2016/8/1   | ISBN 978-408-703-401-1 | 原創               |
| NARUTO火影忍者 木葉新傳 湯煙忍法帖                                          | NARUTO-ナルト- 木ノ葉新伝 湯煙忍法帖                             | 東立炫小說         | ひなたしょう | 2017/1/12  | ISBN 978-986-482-585-1 | 原創               |
| NARUTO火影忍者 鳴人新傳 親子之日                                            | NARUTO-ナルト- ナルト新伝 親子の日                               | JUMP j BOOKS       | 宮本深礼     | 2018/5/2   | ISBN 978-4-08-703447-9 | 原創               |
| NARUTO火影忍者 鳴人新傳 親子之日                                            | NARUTO-ナルト- ナルト新伝 親子の日                               | 東立炫小說         | 宮本深礼     |            | ISBN                   | 原創               |
| NARUTO火影忍者 佐助新傳 師弟之星                                            | NARUTO-ナルト- サスケ新伝 師弟の星                               | JUMP j BOOKS       | 江坂純       | 2018/6/4   | ISBN 978-4-08-703450-9 | 原創               |
| NARUTO火影忍者 佐助新傳 師弟之星                                            | NARUTO-ナルト- サスケ新伝 師弟の星                               | 東立炫小說         | 江坂純       |            | ISBN                   | 原創               |
| NARUTO火影忍者 鹿丸新傳 擔憂著飄零之花的雲                                  | NARUTO-ナルト- シカマル新伝 舞い散る華を憂う雲                   | JUMP j BOOKS       | 矢野隆       | 2018/7/4   | ISBN 978-4-08-703456-1 | 原創               |
| NARUTO火影忍者 鹿丸新傳 擔憂著飄零之花的雲                                  | NARUTO-ナルト- シカマル新伝 舞い散る華を憂う雲                   | 東立炫小說         | 矢野隆       |            | ISBN                   | 原創               |

| 原文標題                                                                                   | 文庫     | 作者        | 出版日期  | ISBN                   | 原作 |
| ------------------------------------------------------------------------------------------ | -------- | ----------- | --------- | ---------------------- | ---- |
| Naruto: Chapter Books, Volume 1 The Boy Ninja                                              | VIZ Kids | Tracey West | 2008/10/7 | ISBN 978-1-421-52056-8 | 漫畫 |
| Naruto: Chapter Books, Volume 2 The Tests of a Ninja                                       | VIZ Kids | Tracey West | 2008/10/7 | ISBN 978-1-421-52213-5 | 漫畫 |
| Naruto: Chapter Books, Volume 3 The Worst Job                                              | VIZ Kids | Tracey West | 2008/11/4 | ISBN 978-1-421-52214-2 | 漫畫 |
| Naruto: Chapter Books, Volume 4 The Secret Plan                                            | VIZ Kids | Tracey West | 2008/11/4 | ISBN 978-1-421-52314-9 | 漫畫 |
| Naruto: Chapter Books, Volume 5 Bridge of Courage                                          | VIZ Kids | Tracey West | 2009/1/6  | ISBN 978-1-421-52315-6 | 漫畫 |
| Naruto: Chapter Books, Volume 6 Speed                                                      | VIZ Kids | Tracey West | 2009/3/3  | ISBN 978-1-421-52316-3 | 漫畫 |
| Naruto: Chapter Books, Volume 7 The Next Level                                             | VIZ Kids | Tracey West | 2009/5/5  | ISBN 978-1-421-52317-0 | 漫畫 |
| Naruto: Chapter Books, Volume 8 Intruders                                                  | VIZ Kids | Tracey West | 2009/7/7  | ISBN 978-1-421-52318-7 | 漫畫 |
| Naruto: Chapter Books, Volume 9 The Challengers                                            | VIZ Kids | Tracey West | 2009/9/1  | ISBN 978-1-421-52319-4 | 漫畫 |
| Naruto: Chapter Books, Volume 10 The First Test                                            | VIZ Kids | Tracey West | 2009/11/3 | ISBN 978-1-421-52320-0 | 漫畫 |
| Naruto: Chapter Books, Volume 11 The Tenth Question                                        | VIZ Kids | Tracey West | 2010/1/5  | ISBN 978-1-421-53041-3 | 漫畫 |
| Naruto: Chapter Books, Volume 12 Coward                                                    | VIZ Kids | Tracey West | 2010/3/2  | ISBN 978-1-421-53042-0 | 漫畫 |
| Naruto: Chapter Books, Volume 13 Beauty Is the Beast                                       | VIZ Kids | Tracey West | 2010/5/4  | ISBN 978-1-421-53043-7 | 漫畫 |
| Naruto: Chapter Books, Volume 14 No Holds Barred                                           | VIZ Kids | Tracey West | 2010/7/6  | ISBN 978-1-421-53044-4 | 漫畫 |
| Naruto: Chapter Books, Volume 15 The Last Chance                                           | VIZ Kids | Tracey West | 2010/9/7  | ISBN 978-1-421-53045-1 | 漫畫 |
| Naruto: Chapter Books, Volume 16 Trapped Naruto: Chapter Books, Volume 16 The Final Battle | VIZ Kids | Tracey West | 2010/11/2 | ISBN 978-1-421-53046-8 | 漫畫 |
| Naruto: Chapter Books, Volume 17: The Message                                              | VIZ Kids | Tracey West | 已取消    | ISBN 978-1-421-53047-5 | 漫畫 |

### 外傳
平健史創作的衍生喜劇漫畫《李洛克的青春全力忍傳》，故事聚焦於角色李洛克，這名角色想成為一名強大的忍者，但並沒有使用忍術的才能。該部漫畫於2010年12月3日至2014年7月4日連載於集英社的《最強Jump》雜誌，並改編為動畫，由Pierrot製作，於2012年4月3日在東京電視台首播。Crunchyroll也同步播出了該動畫的首播集數，並在網站上提供後續集數的播放。 平健史也創作了《宇智波佐助的寫輪眼傳》，該部漫畫於2014年10月3日發布，同樣連載於《最強Jump》雜誌，故事聚焦於宇智波佐助。
續集《慕留人- 火影新世代-》的漫畫版於2016年初在《週刊少年Jump》的日文和英文版上連載，由池本幹雄負責作畫，並由小太刀右京編劇，並且由原作者B岸本齊史監修。池本幹雄曾是岸本齊史在《火影忍者》連載期間的第一位助手，而小太刀右京則是《火影忍者劇場版：慕留人》電影劇本的編劇。這部連載的開篇，是由岸本齊史創作了一部單篇故事。集英社的工作人員曾向岸本齊史提出創作《火影忍者》續集的構想，但岸本齊史拒絕了這個提議，並推薦讓他的前助手池本幹雄和=與編劇小太刀右京來創作《慕留人- 火影新世代-》作為《火影忍者》的續集。

### 遊戲

#### 電子遊戲
火影忍者電子遊戲已在任天堂、索尼和微軟等各家遊戲平台上發行。大多為格鬥遊戲，由玩家控制一名火影忍者角色。玩家將與遊戲AI或其他玩家控制的角色進行對抗；目標是藉由基本攻擊及源自角色在火影忍者原作裡的特殊技能將對手擊倒。第一款火影忍者電子遊戲為《火影忍者：木葉忍法帖》，於2003年3月27日在日本發行，使用WonderSwan Color作為遊戲平台。大多數火影忍者電子遊戲僅在日本發行。首先發行海外的遊戲是《火影忍者：激鬥忍者大戰！》系列和《火影忍者：忍術全開！最強忍者大結集》系列。2012年1月，萬代南夢宮宣布他們已在全球售出1000萬部火影忍者遊戲。
| 發行年份 | 發行日期 | 標題                                          | 平台                 | 製作廠商         | 發行廠商       | 類型         |
| -------- | -------- | --------------------------------------------- | -------------------- | ---------------- | -------------- | ------------ |
| 2003年   | 3月24日  | 火影忍者：木葉忍法帖                          | WonderSwan           | 萬代             | 萬代           | 角色扮演遊戲 |
| 2003年   | 4月11日  | 火影忍者：激鬥忍者大戰！                      | Nintendo GameCube    | 多美             | Eighting       | 動作遊戲     |
| 2003年   | 5月1日   | 火影忍者：忍術全開！最強忍者大結集            | Game Boy Advance     | 多美             | 多美           | 動作遊戲     |
| 2003年   | 6月26日  | 火影忍者：忍者村的布陣合戰                    | PlayStation          | 萬代             | 萬代           | 動作遊戲     |
| 2003年   | 9月12日  | 火影忍者：木葉戰記                            | Game Boy Advance     | 多美             | 多美           | 動作遊戲     |
| 2003年   | 10月23日 | 火影忍者：木葉的忍者英雄們                    | PlayStation 2        | CyberConnect2    | 萬代南夢宮遊戲 | 動作遊戲     |
| 2003年   | 12月4日  | 火影忍者：激鬥忍者大戰！2                     | Nintendo GameCube    | 多美             | Eighting       | 動作遊戲     |
| 2004年   | 4月29日  | 火影忍者：最強忍者大結集2                     | Game Boy Advance     | 多美             | 多美           | 動作遊戲     |
| 2004年   | 7月22日  | 火影忍者RPG：~繼承火之意志~                   | Game Boy Advance     | 多美             | 多美           | 動作遊戲     |
| 2004年   | 9月30日  | 火影忍者：木葉的忍者英雄們2                   | PlayStation 2        | CyberConnect2    | 萬代南夢宮遊戲 | 動作遊戲     |
| 2004年   | 11月20日 | 火影忍者：激鬥忍者大戰！3                     | Nintendo GameCube    | 多美             | Eighting       | 動作遊戲     |
| 2005年   | 4月21日  | 火影忍者：最強忍者大結集 3 for DS             | 任天堂DS             | 多美             | 多美           | 動作遊戲     |
| 2005年   | 7月14日  | 火影忍者RPG 2：千鳥VS螺旋丸                   | 任天堂DS             | 多美             | 多美           | 動作遊戲     |
| 2005年   | 8月18日  | 火影忍者：漩渦忍傳                            | PlayStation 2        | 萬代南夢宮遊戲   | 萬代南夢宮遊戲 | 動作遊戲     |
| 2005年   | 10月     | 火影忍者：終極卡片對戰                        | Data Carddass        | 萬代南夢宮遊戲   | 萬代南夢宮遊戲 | 動作遊戲     |
| 2005年   | 11月21日 | 火影忍者：激鬥忍者大戰！4                     | Nintendo GameCube    | 多美             | Eighting       | 動作遊戲     |
| 2005年   | 12月22日 | 火影忍者：木葉的忍者英雄們3                   | PlayStation 2        | CyberConnect2    | 萬代南夢宮遊戲 | 動作遊戲     |
| 2006年   | 3月30日  | 火影忍者：終極英雄 攜帶版 無幻城之卷          | PlayStation Portable | CyberConnect2    | 萬代南夢宮遊戲 | 動作遊戲     |
| 2006年   | 4月27日  | 火影忍者：最強忍者大結集 4 for DS             | 任天堂DS             | 特佳麗多美       | 特佳麗多美     | 動作遊戲     |
| 2006年   | 7月13日  | 火影忍者RPG 3：靈獸VS木葉小隊                 | 任天堂DS             | 特佳麗多美       | 特佳麗多美     | 動作遊戲     |
| 2006年   | 11月16日 | 火影忍者：木葉之魂                            | PlayStation 2        | 萬代南夢宮遊戲   | 萬代南夢宮遊戲 | 動作遊戲     |
| 2006年   | 12月14日 | 火影忍者：忍列傳                              | 任天堂DS             | 特佳麗多美       | 特佳麗多美     | 動作遊戲     |
| 2007年   | 2月22日  | 火影忍者：激鬥忍者大戰！EX                    | Wii                  | 多美             | Eighting       | 動作遊戲     |
| 2007年   | 2月23日  | 火影忍者 疾風傳：終極任務                     | Data Carddass        | 萬代南夢宮遊戲   | 萬代南夢宮遊戲 | 動作遊戲     |
| 2007年   | 4月5日   | 火影忍者 疾風傳：終極覺醒                     | PlayStation 2        | CyberConnect2    | 萬代南夢宮遊戲 | 動作遊戲     |
| 2007年   | 7月19日  | 火影忍者 疾風傳：最強忍者大集合5 決戰！“曉”   | 任天堂DS             | 特佳麗多美       | 特佳麗多美     | 動作遊戲     |
| 2007年   | 11月5日  | 火影忍者：忍者的崛起                          | Xbox 360             | Ubisoft Montreal | Ubisoft        | 動作遊戲     |
| 2007年   | 11月29日 | 火影忍者：激鬥忍者大戰！EX2                   | Wii                  | 多美             | Eighting       | 動作遊戲     |
| 2007年   | 12月14日 | 火影忍者 疾風傳：終極陣型                     | Data Carddass        | 萬代南夢宮遊戲   | 萬代南夢宮遊戲 | 動作遊戲     |
| 2007年   | 12月20日 | 火影忍者 疾風傳：終極覺醒2                    | PlayStation 2        | CyberConnect2    | 萬代南夢宮遊戲 | 動作遊戲     |
| 2008年   | 2月14日  | 火影忍者 疾風傳：大亂戰！影分身繪卷           | 任天堂DS             | 特佳麗多美       | 特佳麗多美     | 動作遊戲     |
| 2008年   | 4月24日  | 火影忍者：忍列傳2                             | 任天堂DS             | 特佳麗多美       | 特佳麗多美     | 動作遊戲     |
| 2008年   | 7月10日  | 火影忍者 疾風傳：激鬥！！鳴人 VS 佐助         | 任天堂DS             | 特佳麗多美       | 特佳麗多美     | 動作遊戲     |
| 2008年   | 11月4日  | 火影忍者 疾風傳：終極風暴                     | PlayStation 3        | CyberConnect2    | 萬代南夢宮遊戲 | 動作遊戲     |
| 2008年   | 11月4日  | 火影忍者 疾風傳：終極風暴                     | Microsoft Windows    | CyberConnect2    | 萬代南夢宮遊戲 | 動作遊戲     |
| 2008年   | 11月4日  | 火影忍者 疾風傳：終極風暴                     | PlayStation 4        | CyberConnect2    | 萬代南夢宮遊戲 | 動作遊戲     |
| 2008年   | 11月4日  | 火影忍者 疾風傳：終極風暴                     | Xbox One             | CyberConnect2    | 萬代南夢宮遊戲 | 動作遊戲     |
| 2008年   | 11月4日  | 火影忍者 疾風傳：終極風暴                     | Nintendo Switch      | CyberConnect2    | 萬代南夢宮遊戲 | 動作遊戲     |
| 2008年   | 11月18日 | 火影忍者：破碎的羈絆                          | Xbox 360             | Ubisoft Montreal | Ubisoft        | 動作遊戲     |
| 2008年   | 11月27日 | 火影忍者：激鬥忍者大戰！EX3                   | Wii                  | 特佳麗多美       | Eighting       | 動作遊戲     |
| 2009年   | 1月29日  | 火影忍者 疾風傳：終極交錯                     | Data Carddass        | 萬代南夢宮遊戲   | 萬代南夢宮遊戲 | 動作遊戲     |
| 2009年   | 4月29日  | 火影忍者：忍列傳3                             | 任天堂DS             | 特佳麗多美       | 特佳麗多美     | 動作遊戲     |
| 2009年   | 12月10日 | 火影忍者 疾風傳：終極覺醒3                    | PlayStation Portable | CyberConnect2    | 萬代南夢宮遊戲 | 動作遊戲     |
| 2009年   | 10月22日 | 火影忍者 疾風傳：傳奇 曉之崛起                | PlayStation Portable | 萬代南夢宮遊戲   | 萬代南夢宮遊戲 | 動作遊戲     |
| 2009年   | 11月26日 | 火影忍者 疾風傳：龍刃記                       | Wii                  | 特佳麗多美       | Eighting       | 動作遊戲     |
| 2010年   | 4月22日  | 火影忍者 疾風傳：忍術全開！查克拉爆發！！     | 任天堂DS             | 特佳麗多美       | 特佳麗多美     | 動作遊戲     |
| 2010年   | 7月15日  | 火影忍者 疾風傳：友情合作戰                   | PlayStation Portable | 萬代南夢宮遊戲   | 萬代南夢宮遊戲 | 動作遊戲     |
| 2010年   | 10月14日 | 火影忍者 疾風傳：終極風暴2                    | PlayStation 3        | CyberConnect2    | 萬代南夢宮遊戲 | 動作遊戲     |
| 2010年   | 10月14日 | 火影忍者 疾風傳：終極風暴2                    | Xbox 360             | CyberConnect2    | 萬代南夢宮遊戲 | 動作遊戲     |
| 2010年   | 10月14日 | 火影忍者 疾風傳：終極風暴2                    | Microsoft Windows    | CyberConnect2    | 萬代南夢宮遊戲 | 動作遊戲     |
| 2010年   | 10月14日 | 火影忍者 疾風傳：終極風暴2                    | PlayStation 4        | CyberConnect2    | 萬代南夢宮遊戲 | 動作遊戲     |
| 2010年   | 10月14日 | 火影忍者 疾風傳：終極風暴2                    | Xbox One             | CyberConnect2    | 萬代南夢宮遊戲 | 動作遊戲     |
| 2010年   | 10月14日 | 火影忍者 疾風傳：終極風暴2                    | Nintendo Switch      | CyberConnect2    | 萬代南夢宮遊戲 | 動作遊戲     |
| 2010年   | 12月2日  | 火影忍者：激鬥忍者大戰！SPECIAL               | Wii                  | 特佳麗多美       | Eighting       | 動作遊戲     |
| 2011年   | 3月31日  | 火影忍者 疾風傳：忍立體繪卷！最強忍界決戰！！ | 任天堂3DS            | 特佳麗多美       | 特佳麗多美     | 動作遊戲     |
| 2011年   | 10月20日 | 火影忍者 疾風傳：終極震撼                     | PlayStation Portable | CyberConnect2    | 萬代南夢宮遊戲 | 動作遊戲     |
| 2012年   | 2月12日  | 火影忍者 疾風傳：終極風暴世代                 | Android              | CyberConnect2    | 萬代南夢宮遊戲 | 動作遊戲     |
| 2012年   | 2月12日  | 火影忍者 疾風傳：終極風暴世代                 | Xbox 360             | CyberConnect2    | 萬代南夢宮遊戲 | 動作遊戲     |
| 2012年   | 6月27日  | 火影忍者：忍者大師                            | Android              | GREE             | 萬代南夢宮遊戲 | 動作遊戲     |
| 2012年   | 6月27日  | 火影忍者：忍者大師                            | iOS                  | GREE             | 萬代南夢宮遊戲 | 動作遊戲     |
| 2012年   | 11月29日 | 火影忍者 SD：力量全開疾風傳                   | 任天堂3DS            | INTI CREATES     | 萬代南夢宮遊戲 | 動作遊戲     |
| 2013年   | 3月5日   | 火影忍者 疾風傳：終極風暴3                    | PlayStation 3        | CyberConnect2    | 萬代南夢宮遊戲 | 動作遊戲     |
| 2013年   | 3月5日   | 火影忍者 疾風傳：終極風暴3                    | Xbox 360             | CyberConnect2    | 萬代南夢宮遊戲 | 動作遊戲     |
| 2013年   | 3月5日   | 火影忍者 疾風傳：終極風暴3                    | Microsoft Windows    | CyberConnect2    | 萬代南夢宮遊戲 | 動作遊戲     |
| 2013年   | 3月5日   | 火影忍者 疾風傳：終極風暴3                    | PlayStation 4        | CyberConnect2    | 萬代南夢宮遊戲 | 動作遊戲     |
| 2013年   | 3月5日   | 火影忍者 疾風傳：終極風暴3                    | Xbox One             | CyberConnect2    | 萬代南夢宮遊戲 | 動作遊戲     |
| 2013年   | 3月5日   | 火影忍者 疾風傳：終極風暴3                    | Nintendo Switch      | CyberConnect2    | 萬代南夢宮遊戲 | 動作遊戲     |
| 2013年   | 4月16日  | 火影忍者ONLINE                                | Web                  | 魔方工作室群     | 騰訊遊戲       | 動作遊戲     |
| 2014年   | 4月25日  | 火影忍者：忍者收藏                            | Android              | GREE             | ForGroove      | 動作遊戲     |
| 2014年   | 4月25日  | 火影忍者：忍者收藏                            | iOS                  | GREE             | ForGroove      | 動作遊戲     |
| 2014年   | 9月22日  | 火影忍者 疾風傳：終極風暴革命                 | PlayStation 3        | CyberConnect2    | 萬代南夢宮遊戲 | 動作遊戲     |
| 2014年   | 9月22日  | 火影忍者 疾風傳：終極風暴革命                 | Xbox 360             | CyberConnect2    | 萬代南夢宮遊戲 | 動作遊戲     |
| 2014年   | 9月22日  | 火影忍者 疾風傳：終極風暴革命                 | Microsoft Windows    | CyberConnect2    | 萬代南夢宮遊戲 | 動作遊戲     |
| 2015年   | 4月30日  | 火影忍者：忍者收藏 疾風亂舞                   | Android              | CROOZ            | GREE           | 動作遊戲     |
| 2015年   | 4月30日  | 火影忍者：忍者收藏 疾風亂舞                   | iOS                  | CROOZ            | GREE           | 動作遊戲     |
| 2016年   | 2月4日   | 火影忍者 疾風傳：終極風暴4                    | PlayStation 4        | CyberConnect2    | 萬代南夢宮遊戲 | 動作遊戲     |
| 2016年   | 2月4日   | 火影忍者 疾風傳：終極風暴4                    | Xbox One             | CyberConnect2    | 萬代南夢宮遊戲 | 動作遊戲     |
| 2016年   | 2月4日   | 火影忍者 疾風傳：終極風暴4                    | Microsoft Windows    | CyberConnect2    | 萬代南夢宮遊戲 | 動作遊戲     |
| 2016年   | 2月4日   | 火影忍者 疾風傳：終極風暴4                    | Nintendo Switch      | CyberConnect2    | 萬代南夢宮遊戲 | 動作遊戲     |
| 2016年   | 5月19日  | 火影忍者                                      | Android              | 魔方工作室群     | 騰訊遊戲       | 動作遊戲     |
| 2016年   | 5月19日  | 火影忍者                                      | iOS                  | 魔方工作室群     | 騰訊遊戲       | 動作遊戲     |
| 2016年   | 7月14日  | 火影忍者 疾風傳：終極熾焰                     | Android              | 萬代南夢宮娛樂   | GREE           | 動作遊戲     |
| 2016年   | 7月14日  | 火影忍者 疾風傳：終極熾焰                     | iOS                  | 萬代南夢宮娛樂   | GREE           | 動作遊戲     |
| 2017年   | 1月24日  | 火影忍者 疾風傳：終極風暴4 慕留人傳           | PlayStation 4        | CyberConnect2    | 萬代南夢宮遊戲 | 動作遊戲     |
| 2017年   | 1月24日  | 火影忍者 疾風傳：終極風暴4 慕留人傳           | Xbox One             | CyberConnect2    | 萬代南夢宮遊戲 | 動作遊戲     |
| 2017年   | 1月24日  | 火影忍者 疾風傳：終極風暴4 慕留人傳           | Microsoft Windows    | CyberConnect2    | 萬代南夢宮遊戲 | 動作遊戲     |
| 2017年   | 1月24日  | 火影忍者 疾風傳：終極風暴4 慕留人傳           | Nintendo Switch      | CyberConnect2    | 萬代南夢宮遊戲 | 動作遊戲     |
| 2017年   | 11月22日 | NARUTO X BORUTO 忍者熱鬪                      | Android              | 萬代南夢宮娛樂   | 萬代南夢宮娛樂 | 動作遊戲     |
| 2017年   | 11月22日 | NARUTO X BORUTO 忍者熱鬪                      | iOS                  | 萬代南夢宮娛樂   | 萬代南夢宮娛樂 | 動作遊戲     |
| 2018年   | 8月30日  | NARUTO TO BORUTO 新忍出擊                     | PlayStation 4        | Soleil           | 萬代南夢宮遊戲 | 動作遊戲     |
| 2018年   | 8月30日  | NARUTO TO BORUTO 新忍出擊                     | Xbox One             | Soleil           | 萬代南夢宮遊戲 | 動作遊戲     |
| 2018年   | 8月30日  | NARUTO TO BORUTO 新忍出擊                     | Microsoft Windows    | Soleil           | 萬代南夢宮遊戲 | 動作遊戲     |
| 2020年   | 3月16日  | NARUTO X BORUTO 忍者 TRIBES                   | Android              | 萬代南夢宮娛樂   | 萬代南夢宮娛樂 | 動作遊戲     |
| 2020年   | 3月16日  | NARUTO X BORUTO 忍者 TRIBES                   | iOS                  | 萬代南夢宮娛樂   | 萬代南夢宮娛樂 | 動作遊戲     |
| 2020年   | 3月16日  | NARUTO X BORUTO 忍者 TRIBES                   | enza                 | 萬代南夢宮娛樂   | 萬代南夢宮娛樂 | 動作遊戲     |
| 2023年   | 11月16日 | NARUTO X BORUTO 火影忍者 終極風暴羈絆         | PlayStation 4        | CyberConnect2    | 萬代南夢宮娛樂 | 動作遊戲     |
| 2023年   | 11月16日 | NARUTO X BORUTO 火影忍者 終極風暴羈絆         | PlayStation 5        | CyberConnect2    | 萬代南夢宮娛樂 | 動作遊戲     |
| 2023年   | 11月16日 | NARUTO X BORUTO 火影忍者 終極風暴羈絆         | 任天堂Switch         | CyberConnect2    | 萬代南夢宮娛樂 | 動作遊戲     |
| 2023年   | 11月16日 | NARUTO X BORUTO 火影忍者 終極風暴羈絆         | Xbox Series X/S      | CyberConnect2    | 萬代南夢宮娛樂 | 動作遊戲     |
| 2023年   | 11月16日 | NARUTO X BORUTO 火影忍者 終極風暴羈絆         | Xbox One             | CyberConnect2    | 萬代南夢宮娛樂 | 動作遊戲     |

#### 另類實境遊戲
| 名稱                                                                     | 主辦者   | 會場                 | 日期                           | 類型         |
| ------------------------------------------------------------------------ | -------- | -------------------- | ------------------------------ | ------------ |
| 真實解謎的遊戲書《火影忍者劇場版：最終章》尋找被封印的卷軸！～天之書篇～ | NAZOTOWN | LaLaport東京灣       | 2014年12月1日－2015年1月5日    |              |
| 真實解謎的遊戲書《火影忍者劇場版：最終章》尋找被封印的卷軸！～天之書篇～ | NAZOTOWN | LaLaport橫濱         | 2014年12月1日－2015年1月5日    |              |
| 真實解謎的遊戲書《火影忍者劇場版：最終章》尋找被封印的卷軸！～地之書篇～ | NAZOTOWN | 都市船塢LaLaport豐洲 | 2014年12月1日－2015年1月5日    |              |
| 火影忍者×解謎拉力賽：來自忍者學校的挑戰書                                | NAZOMATE | Jump Festa 2015      | 2014年12月20日－2014年12月21日 | 解謎拉力賽   |
| 慕留人與解謎之村 解術篇 被狙擊的木葉忍者村                               |          |                      |                                | 真實解謎遊戲 |
| 慕留人與解謎之村 脫逃篇 被囚禁的火影鳴人                                 |          |                      |                                | 真實解謎遊戲 |

#### 集換式卡牌遊戲
由萬代製作的《火影忍者收藏卡遊戲》於2003年在日本和2006年在北美發行。為雙人遊戲，內含五十張定製卡牌和一個遊戲墊，獲勝方式為獲得十個“戰鬥獎勵”或讓對手先用光卡牌。這些卡片以名為“系列（series）”的套裝發行，形式為四份預製套裝，一份裝有五十張卡牌。每套包括一個入門套牌、遊戲墊、一個回合計數器和一個不銹鋼“忍者利刃錢幣”。額外的牌可在補充包的10張牌和套牌中使用。每個系列都有四套在零售商出售的套裝。每套卡片都有收藏罐，裝有包含幾個補充包和獨家促銷卡片的金屬盒。到2006年10月為止，日本已發行17個系列，一共417張卡牌。截至2008年8月，其中10個系列已在北美發行。

### 廣播
2003年開始播出，以《火影忍者》為主題的廣播節目。 到2007年3月為止的節目名稱是《Oh 火影忍者日本》，從同年4月起改名為《火影忍者Radio 疾風迅雷》。

### 舞台劇

#### 2006年版（首演）
2006年5月，在東京與大阪上演，融合了音樂劇與大型魔術的「忍者幻象」戲劇。
主要演員是所属傑尼斯事務所的Musical Academy。 魔術演出由引田天功擔任，劇本語演出由Tsuyoshi Kida擔任。
| 公演地點 | 公演日            | 場所             |
| -------- | ----------------- | ---------------- |
| 東京     | 5月4日 - 5月14日  | 東京簡易保險會館 |
| 大阪     | 5月19日 - 5月21日 | 劇場BRAVA！      |

| 主要角色     | 主要角色          |
| 角色         | 演員              |
| ------------ | ----------------- |
| 漩渦鳴人     | 屋良朝幸          |
| 宇智波佐助   | 町田慎吾          |
| 春野櫻       | 三倉茉奈 三倉佳奈 |
| 旗木卡卡西   | 岩崎大            |
| 我愛羅       | 米花剛史          |
| 綱手         | 愛華Mire          |
| 不知火玄間   | 平田廣明          |
| 一樂店長手打 | 尾藤功男          |
| 原創角色     |                   |
| 角色         | 演員              |
| 聲音         | 秋山純            |
| 和歌         | 新妻聖子          |
| 言葉         | 岡幸二郎          |
| 聲震         | 松本康太          |
| 聲高         | 西川晃啓          |

#### Live Spectacle
2015年版
火影忍者將於2015年3月改編為舞台劇，劇情改編自漫畫第1卷到27卷，並且加入歌舞、雜技等表演。男主角之一的漩渦鳴人由松岡廣大飾演，另一位男主角宇智波佐助由佐藤流司飾演，而春野櫻與我愛羅分別由伊藤優衣及須賀健太飾演。
在2015年上演而獲得好評的舞台劇 『Live Spectacle 「NARUTO 火影忍者」』，已決定在2016年7月30日 (六) 到8月28日 (日) 的期間再次演出。在粉絲們期待的『Live Spectacle 「NARUTO 火影忍者」』中，會再加入李洛克 , 扮演者佐藤祐吾 , 其餘角色基本為原班人馬。
| 角色       | 演員                            |
| ---------- | ------------------------------- |
| 漩渦鳴人   | 松岡廣大                        |
| 宇智波佐助 | 佐藤流司                        |
| 春野櫻     | 伊藤優衣                        |
| 我愛羅     | 須賀健太                        |
| 旗木卡卡西 | 君澤由紀                        |
| 第三代火影 | 平川和宏                        |
| 海野伊魯卡 | 市瀬秀和                        |
| 藥師兜     | 木村達成                        |
| 桃地再不斬 | 内田朝陽                        |
| 白         | 今村美步                        |
| 山中井野   | 伊波杏樹 藤木かおる（2016年版） |
| 奈良鹿丸   | 服部翼 小林辰也（2016年版）     |
| 秋道丁次   | 加藤諒                          |
| 犬塚牙     | 飯山裕太                        |
| 油女志乃   | 植田慎一郎                      |
| 日向雛田   | 高橋紗妃                        |
| 自来也     | 梅垣義明                        |
| 大蛇丸     | 悠未ひろ                        |
| 李洛克     | 佐藤祐吾（2016年版）            |

2016年版 世界巡迴演出
Live Spectacle《火影忍者》世界巡迴演出於2016年10月至12月在中國6座城市（上海市、杭州市、北京市、長沙市、廣州市、深圳市）上演。劇本與演出由兒玉明子擔任。
| 角色       | 演員                                                      |
| ---------- | --------------------------------------------------------- |
| 漩渦鳴人   | 松岡廣大（上海） 元木聖也（杭州、北京、長沙、廣州、深圳） |
| 宇智波佐助 | 櫻井圭登                                                  |
| 春野櫻     | 伊藤優衣                                                  |
| 旗木卡卡西 | 君澤由紀                                                  |
| 第三代火影 | 白崎誠也                                                  |
| 海野伊魯卡 | 市瀬秀和                                                  |
| 藥師兜     | 高橋里央                                                  |
| 桃地再不斬 | 片山浩憲                                                  |
| 白         | 今村美步                                                  |
| 山中井野   | 藤木かおる                                                |
| 奈良鹿丸   | 小林辰也                                                  |
| 秋道丁次   | 谷口巧都                                                  |
| 犬塚牙     | 寒川祥吾                                                  |
| 油女志乃   | 本田昂也                                                  |
| 日向雛田   | 今村美步                                                  |
| 自来也     | 久松りょうた                                              |
| 大蛇丸     | 蘭舞ゆう                                                  |

2017年版
於2017展開的「Live Spectacle 火影忍者」真人舞台劇新作「曉之調」，官方宣布在8 月 6 日東京 AiiA 2.5 Theater Tokyo 舉行的最後一場公演，將於日本全國、以及香港跟臺灣展開同步轉播的消息。
| 角色       | 演員       |
| ---------- | ---------- |
| 漩渦鳴人   | 松岡廣大   |
| 宇智波佐助 | 佐藤流司   |
| 春野櫻     | 伊藤優衣   |
| 旗木卡卡西 | 君澤由紀   |
| 大和       | 藤田玲     |
| 祭         | 岡田亮輔   |
| 藥師兜     | 高橋里央   |
| 綱手       | 大湖せしる |
| 鬼燈水月   | 萩尾圭志   |
| 香燐       | 七木奏音   |
| 重吾       | 山口智也   |
| 干柿鬼鮫   | 林野健志   |
| 地達羅     | 辻諒       |
| 鳶         | 片山浩憲   |
| 大蛇丸     | 悠未ひろ   |
| 宇智波鼬   | 良知真次   |

#### 歌舞伎
2018年8月，新作歌舞伎在東京的新橋演舞場上演。坂東巳之助飾演漩渦鳴人，中村隼人飾演宇智波佐助，宇智波斑則是由市川猿之助與片岡愛之助交替演出。劇本與演出由G2擔任。片尾曲由和樂器樂團演唱。
2019年6月在2018年11月重新開放的京都南座作為新開幕紀念公演的一環上演。在南座公演中飾演宇智波班的演員為中村梅丸的老師中村梅村。

### 電子書
「Jump Comics DIGITAL」是內容與紙本單行本相同的電子書。購買之後可以在電子設備上閱讀。
2018年，在Progress Technologies的「全卷一冊」系列以電子書的特別形式出版。

### 應用程式
除了遊戲應用程式以及主題應用程式之外，語音應用程式於2012年8月10日發布，新錄製的人聲有漩渦鳴人、宇智波佐助、旗木卡卡西、波風湊。

### 真人電影
獅門宣布阿維·阿拉德正在擬定真人版《火影忍者》由阿拉德公司製作，並由邁克爾·格雷西擔任演導演，而埃里克·菲戈、傑夫·沙維特茲和凱利·奧馬利擔任監督。工作室還與岸本齊史談判電影化版權。

## 聯名商品
| 聯名商品                  | 介紹 | 備註    |
| ------------------------- | --- | ------- |
| 個人化郵票                | 中華郵政在2006年1月26日起在各郵局出售《火影忍者》個人化郵票，以《火影忍者》故事主角：漩渦鳴人、宇智波佐助及春野櫻等人為主要圖案，隨票附贈「火影忍者」金箔郵卡一枚及3D立體收藏卡（十二枚一組）。 | [ 157 ] |
| Adidas聯名鞋              | | [ 158 ] |
| UNIQLO聯名衣              | |         |
| COACH X Michael B. Jordan | | [ 159 ] |
| LIBERE聯名衣              | | [ 160 ] |

## 活動・企畫

### 連載完結紀念 岸本齊史 火影忍者展
| 舉辦地       | 地點                             | 期間                         |
| ------------ | -------------------------------- | ---------------------------- |
| 東京都港區   | 森美術館（六本木新城森大樓52樓） | 2015年4月25日－2015年6月28日 |
| 大阪府大阪市 | 大阪文化館・天保山               | 2015年7月18日－2015年9月27日 |

### 其它的活動・企畫
火影忍者列車（NARUTO -ナルト-列車）
企畫展 火影忍者 THE ANIMATION（企画展NARUTO-ナルト-THE ANIMATION）
火影忍者慶典 in ALNE-津山（NARUTO-ナルト-フェスタ in アルネ津山）
NARUTO×BORUTO 忍里（NARUTO×BORUTO 忍里）
NARUTO×BORUTO 富士 木葉忍者村（NARUTO×BORUTO 富士 木ノ葉隠れの里）
NARUTO to BORUTO THE LIVE 2019
2019臺中國際動漫博覽會「BORUTO慕留人」特展

## 評價

### 漫畫
幾位評論家針對戰鬥橋段與情節發展間的平衡進行評價；IGN的AE Sparrow和動漫新聞網(ANN)的Casey Brienza認為平衡結果就是一個強大的故事情節，但同樣為ANN撰稿的Carl Kimlinger表示戰鬥太多，這減緩了劇情節奏。Kimlinger喜歡角色設計，並認可戰鬥場景的設計，這也引起了Rik Spanjers的積極評價，他認為場景的刺激源自岸本描繪動作的技巧。為Twisted Manga撰稿的Garvita Gaur 表示同意，將這部作品描述為「戲劇性的、令人興奮的，且正好適合他來講述的故事」。
動漫與漫畫雜誌Neo將火影忍者的角色描述為“令人厭煩”，但認為該系列“幾乎令人作嘔的上癮”正是由於其人物塑造的品質，並且在Briana Lawrence看來，角色的成長給了第二部分成人的感覺。在對單行本第28冊的評論中，Brienza還稱讚了第二部分的故事情節和人物塑造，儘管她評價道並非每一冊都達到高品質。
第二部分的戰鬥橋段獲得讚譽，最著名的就是鳴人和佐助的戰鬥，導致他們的角色發展產生重大變化。同時，這兩位忍者的最終決戰，因其動作編排、藝術性以及決戰後展現出兩人個性的深度而獲得極大讚譽。一些評論家批評大筒木輝夜是最沒娛樂性的反派，因此鳴人和佐助的對決就更具吸引力。結局獲得了ANN和Comic Book Bin的近乎滿分評價，後者還稱讚主角的名氣。
東京工藝大學漫畫系教授伊藤剛將該系列的發展與《七龍珠》對照，稱兩部漫畫對三維動作的描繪很好地呈現武打動作。伊藤剛認為讀者可以通過角色戰鬥時的內心獨白對他們產生同理心。
該系列還影響了電影《歪小子史考特》；導演艾德格·萊特說他的靈感來自漫畫中每當出現「必殺技」時，必定伴隨潛在副作用。當漫畫結束時，多位作者對岸本的成就表示祝賀。總體而言，戰鬥場景因其優秀設計而贏得讚譽，遊戲開發商CyberConnect2在開發火影忍者遊戲時有考慮到這一點。
在朝日電視台的2021漫畫總選舉，15萬人票選他們心目中的前百強漫畫系列，《火影忍者》排名第 7。

### 動畫
火影忍者動漫被列為IGN百大動畫系列第38名最佳動畫節目。2005年9月，朝日電視台播放一項全國人氣調查，火影忍者排名17。《紐約時報》的Mike Hale稱該系列比美國的兒童動畫優秀很多，THEM Anime Reviews的Christina Carpenter卻認為岸本的藝術風格在動畫中表現不佳，；Derrick Tucker也持否定態度，儘管他認為該動畫「已經沒什麼好挑剔了」。
與漫畫一樣，諸如Derrick Tucker與ANN的Theron Martin等評論家也認為打鬥場面太多了，儘管Justin Rich認為打鬥場面是最重要且最令人愉快的要素。Carpenter也對故事人物給予積極評價，雖然她覺得大多數角色相當刻板。松山洋進一步反應第133集是他的最愛之一，除了鳴人和佐助的動作編排，還有當中表現出的情感價值。《火影忍者疾風傳》受到Activeanime的David C. Jones好評，他說動畫製作已有所改進。ANN指出，與第一部動漫系列相比，該系列的基調更嚴肅，喜劇和劇情間的平衡更好；與主線劇情有更有趣的離題。雖然第一集被批評節奏緩慢，但角色間的互動與發展得到積極的評價。為《洛杉磯時報》撰稿，Charles Solomon將《火影忍者疾風傳》列為心中「前10強動畫」的第三名。2011年，金氏世界紀錄的讀者將鳴人票選為史上頂級電子遊戲角色第29名。

### 主題
Amy Plumb認為岸本在《火影忍者》中引用日本神話的是為了增加故事的層次。岸本希望讀者能自行解讀涵義，這樣他就不用直白解釋。例如宇智波鼬，他擁有三種以神道教神明命名的忍術：月讀、天照和須佐能乎。 Plumb還引用了宇智波一族的家紋，一把被稱為「團扇」的扇子。這種扇子在日本神話中透過吹走邪靈來驅魔；佐助在後期發現他有能力“吹走”九尾對鳴人的影響。妖狐在日本神話中具有騙子的形象，有時它們會奪取人的身體； Plumb評論了此與鳴人體內封印九尾的明顯相似之處，以及鳴人的惡作劇。
Christopher A. Born指出《火影忍者》故事情節包含傳統儒家價值觀，認為分析《火影忍者》和《死神》等漫畫比直接研究抽象思想更容易了解儒家思想。Norman Melchor Robles Jr.通過計算劇中有關暴力或正向價值觀的詞彙量來評估《火影忍者》中積極與消極思想的描繪；他發現一小部分的詞彙是暴力的，但認為這裡對暴力的描繪似乎是有組織的，以表達主角們如何對抗暴力的的積極策略。Sheuo Hui Gan認為該系列有一種“傳統倫理價值觀”。她還將鳴人通過加入群體所克服的社會異化與阿基拉和新世紀福音戰士的內容互相比較。

一些評論家認為《火影忍者》是一個長大成人的故事。心理學家Lawrence C. Rubin表示，其故事情節能不分年齡地吸引任何失去親人、有社交困難或與處於故事中相同情境的讀者。在藤本由香里看來，隨著角色的成長，他們展現對撫養教導他們的成年人的尊敬，與《航海王》與《飛輪少年》等同期漫畫相比算是比較保守的故事情節。Rik Spanjers覺得佐助（孤獨者）和鳴人（樂觀主義者）間的差異是悲劇性的，認為他們怎麼看待世界的對比是情節的基礎：
鳴人的力量隨著要保護的親友變多而更強，佐助卻仍然孤身一人且變得更加復仇心切。
Omote Tomoyuki指出，儘管鳴人遭遇困難，故事仍有許多笑點；但隨著鳴人成為青少年，喜劇元素隨時間推移急劇減少。《週刊少年Jump》從2003年開始陸續推出《銀魂》、《家庭教師HITMAN REBORN!》等喜劇，而在Tomoyuki看來，這就是重點改變的部分原因：“火影忍者不該再提供笑聲了”。
藤本由香里認為這個故事具有過於傳統的性別角色：
它（火影忍者）的表現表明男人是男人、女人是女人，且他們在能力與職業上的不同是先天造成的。例如，在忍者學校，女生最初表現超越男生，然而“一旦男生認真起來，女生就跟不上了”。
藤本還指出當基於女性的角色發展出現時，就會再次使用刻板角色：
像是綱手，一位上圍豐滿的中年婦女，就是個清晰的母親形象；當她教小櫻成為醫療忍者時，需要只有女性才擁有的特殊技能（聰明、細心、能注意所有細節），這便強化了女性只能在戰場上作為醫療者的想法。綱手本人是《火影忍者》中的權威人物，卻被描繪得很可笑，而處於同等位置的男性則不然。
藤本認為這種女性形象可以解釋為什麼女性角色往往是漫畫裡讀者最不喜歡的角色。

### 獲得獎項
| 典禮                 | 回數（年度）     | 部門與獎項                      | 受獎對象                                   | 來源    |
| -------------------- | ---------------- | ------------------------------- | ------------------------------------------ | ------- |
| 日本新媒體動漫藝術節 | 第8回（2004年）  | 審査委員會推薦作品              | 《火影忍者劇場版：大活劇！雪姬忍法帖！！》 | [ 205 ] |
| 鵝毛筆獎             | 第2回（2006年）  | 最佳視覺文學                    | 岸本齊史《火影忍者》                       | [ 206 ] |
| 新城勁爆兒歌頒獎禮   | 第4回（2008年）  | 新城勁爆兒歌獎                  | 胡諾言《忍舞》                             |         |
| 藝術選獎             | 第66回（2015年） | 媒體藝術部門 文部科學大臣新人賞 | 岸本齊史《火影忍者》                       | [ 207 ] |

## 對現實社會的影響

### 火影忍者跑法

火影忍者跑法

火影忍者跑法，或稱忍者跑法，是一種來自作品角色奔跑的方式，奔跑的方式為雙手往後擺。  此跑法在2017年變得流行起來，全世界許多學生與團體都像作品角色一樣進行活動，特別是在作品的周年紀念日。 在2019年6月27日，Matty Roberts在Facebook上發布了一個玩笑性的活動，名為「突襲51區，他們不能阻止我們所有人」。他在Facebook的活動頁面上寫道，「如果我們都採用火影忍者跑法，我們可以比他們的子彈還要快。讓我們一起去看看他們的外星人」。 之後迅速成為網絡迷因，導致內華達州執法部門與美國空軍在全國發出警告。

### 讀者自殺
2012年據《每日郵報》報導，在得知《火影忍者》中自己喜愛的角色宇智波鼬死亡後，俄羅斯的一名14歲的少年在自己的社交平台上稱自己“計劃著結束這一切”，隨後從超過100英尺（30）高的公寓樓頂縱身躍下，當場死亡。

### 護額保命
2017年，美國一男子在紐約漫展結束時搭乘地鐵，不料被不明人士持刀襲擊。情急之下他利用自己參加漫展時佩戴的木葉叛忍護額回擊對方頭部，最後對方在地鐵抵達下一站時下車逃脫。被襲擊的男子選擇原諒對方，有《火影忍者》的粉絲認為這恰好契合《火影忍者》「寬以待人」的精神。

### 生駒里奈
《週刊少年jump》創刊50週年推出的《OH MY JUMP！～少年JUMP救地球～》中，生駒里奈飾演的喜歡扮演成鳴人的女大學生在《火影忍者》的幫助下成功向自己喜歡的男生告白。